# 豪宅
豪華住宅，簡稱豪宅，或稱高尚住宅、高級住宅、高档住宅等，是房地產領域用詞。一般指位於高尚或昂貴地段，擁有美麗的建築設計、奢華的室內設計、採用高品質的建築結構與用料、建造過程細膩，並且擁有良好的景觀、採光、私密、住客會所、物業管理服務等居住條件的住宅。不管是獨立式洋房或是集合住宅都包括在內。

## 各地用法
由於地理環境與文化差異，豪宅的定義在各地都有不一樣的標準。
在某些亞洲大城市中(尤其是香港)，豪宅是指比較優質住宅的代稱。當今標準有住客會所、附設會所游泳池、健身房、私人停車場、24小時物業管理等稱為「偽豪宅」。
居高臨下的高層複式單位或環境清靜及附近有遊艇碼頭的別墅等是優質豪宅。
不過在西方國家標準，私隱度極高而且擁有私家大花園、十多畝地的獨立大宅才能算是豪宅。

## 分類

### 獨立豪華大宅

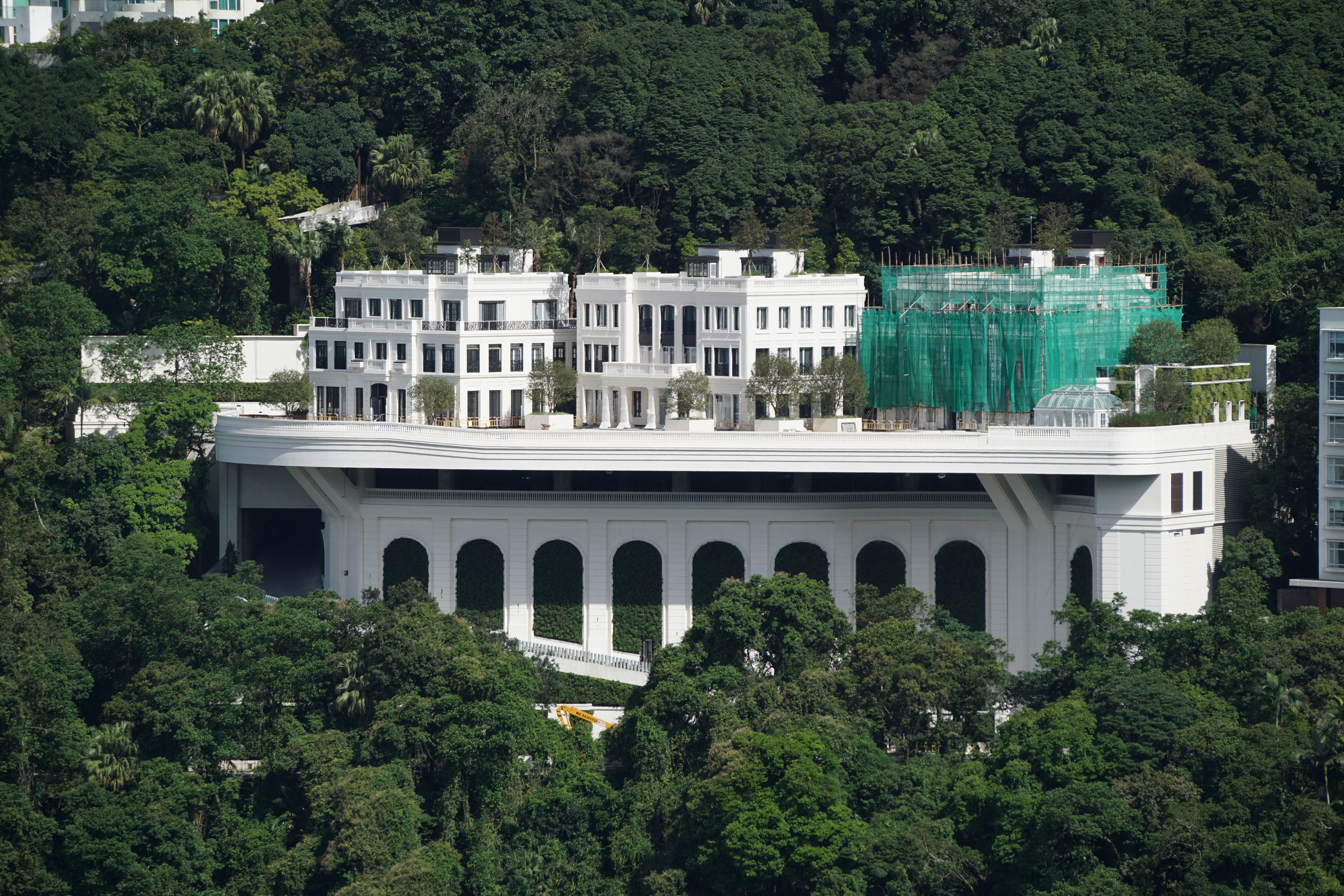
太平山白加道獨立大宅
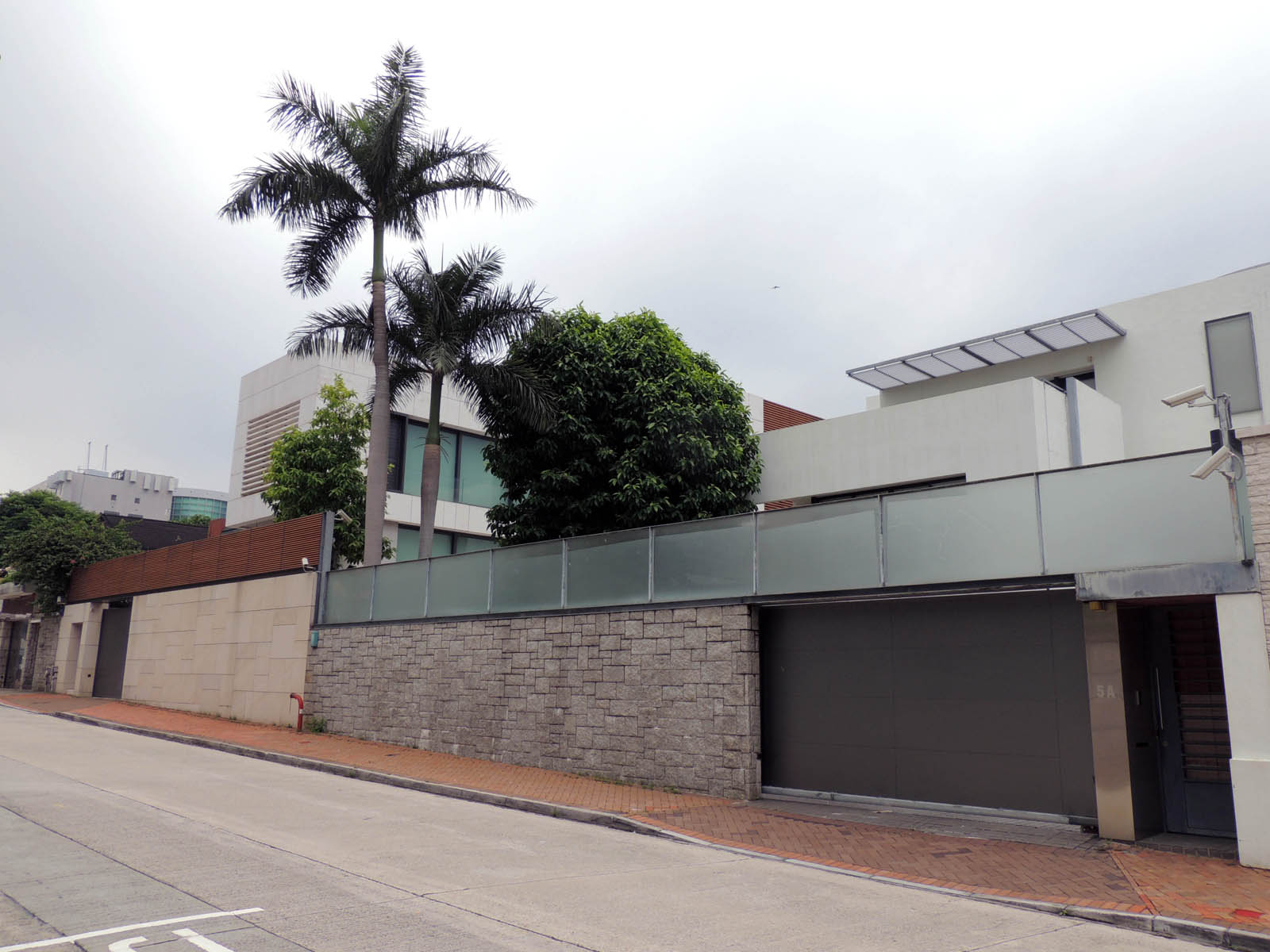
九龍塘約道獨立大宅

### 洋房屋苑豪宅

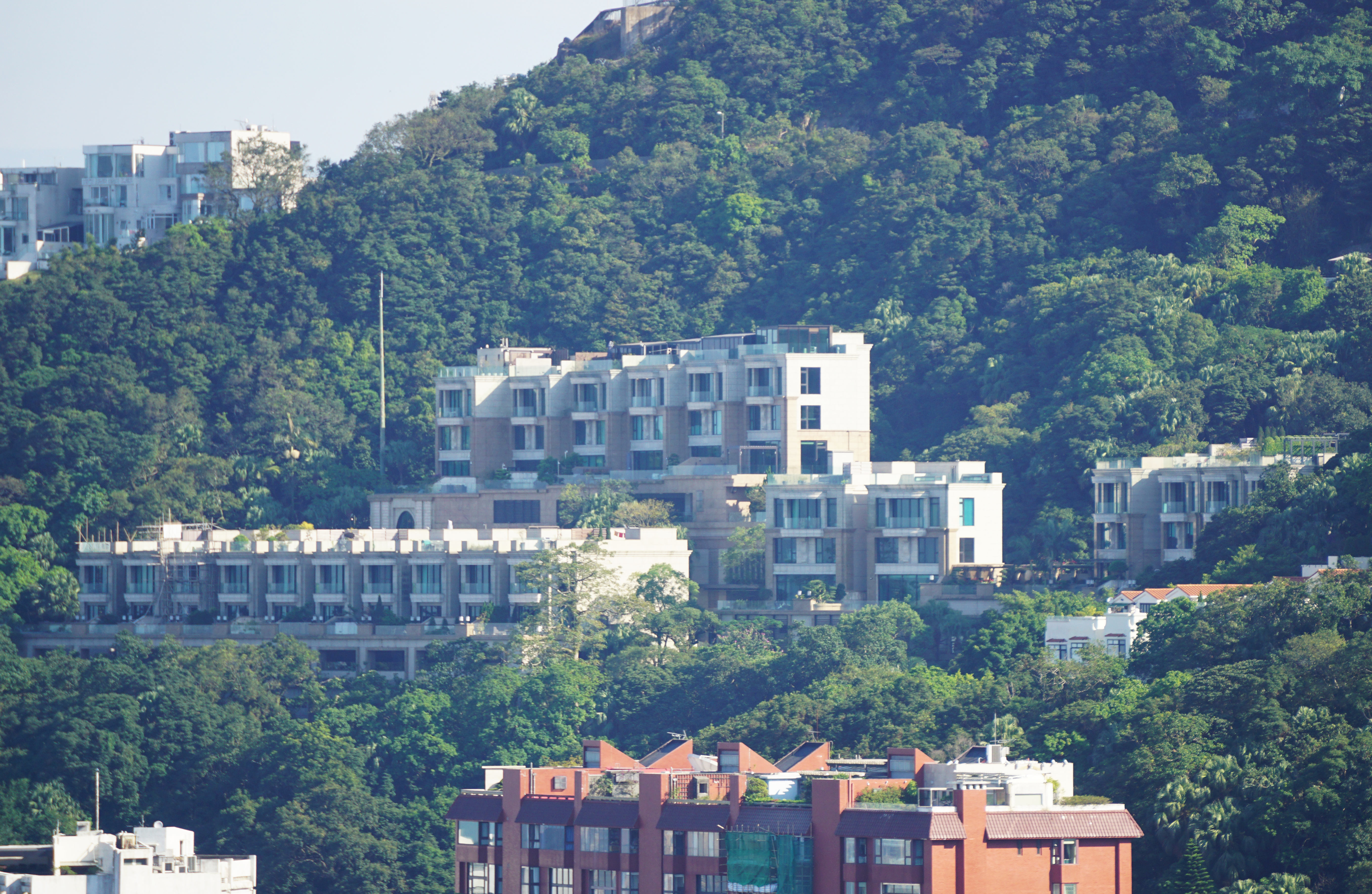
歌賦山倚巒
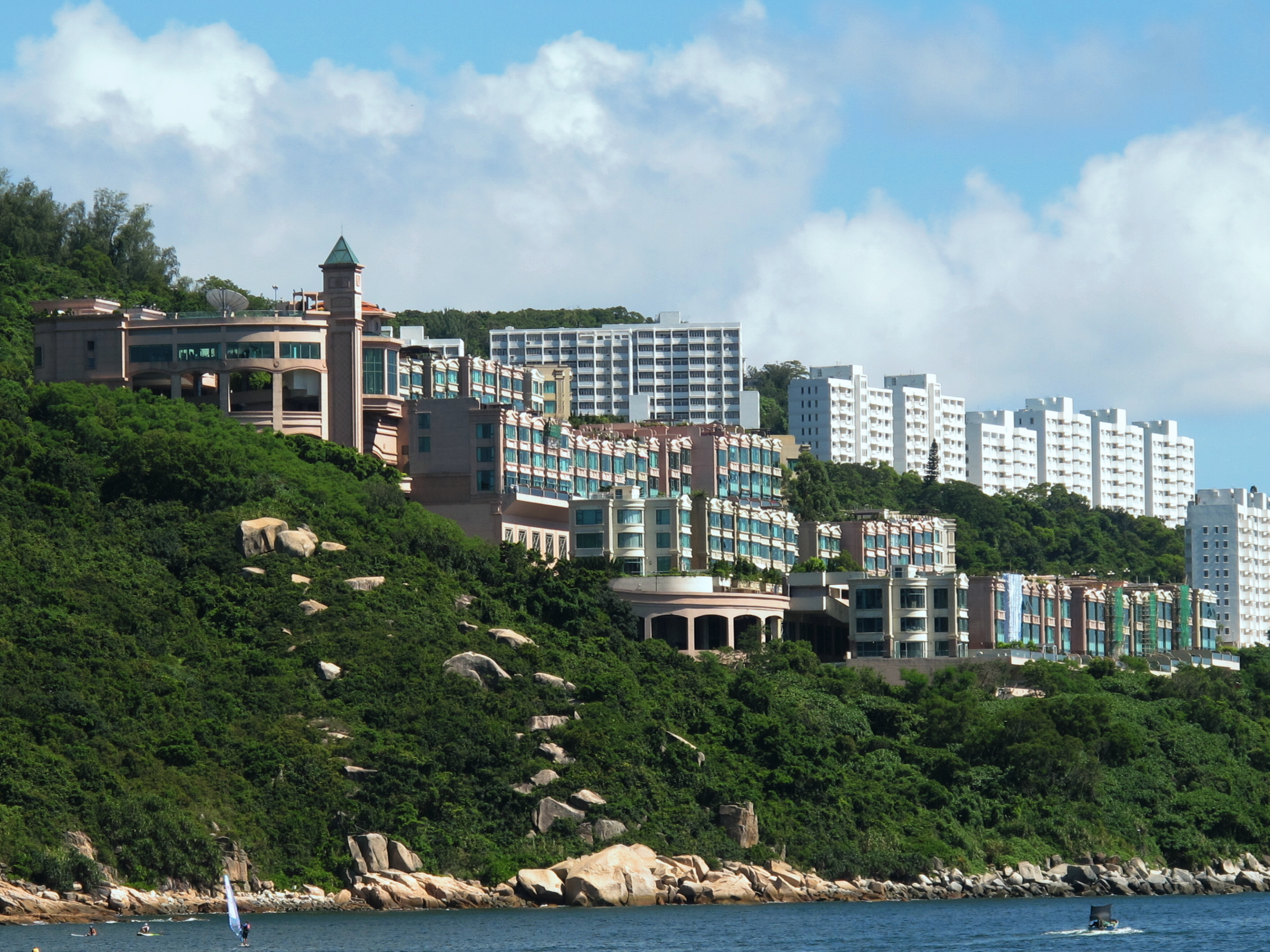
赤柱富豪海灣

### 公寓大廈豪宅

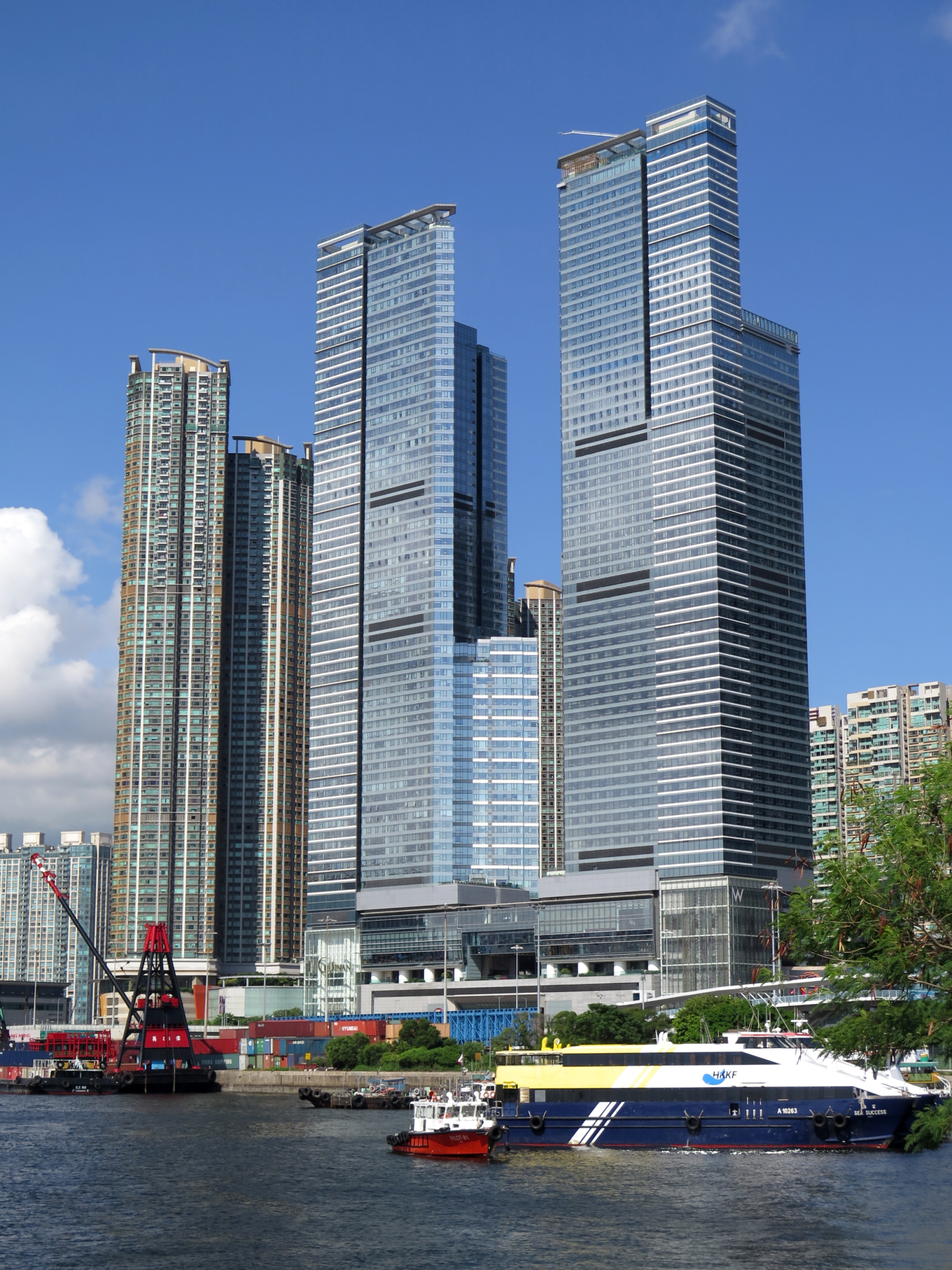
九龍站天璽
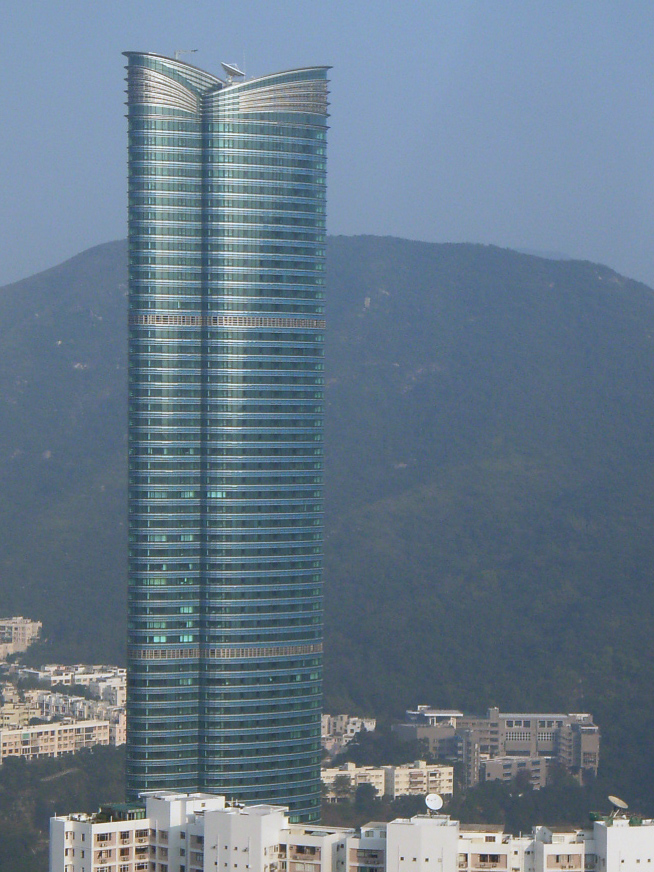
東半山曉廬

## 社會問題
由於豪宅建造的投入成本高，伴隨而來的便是購入價格及後續維護之成本較普通住宅高昂許多；也因為如此，其市場客群是針對社會及經濟地位較高的人士。此外，由於豪宅的興建常帶來炒作房地產、貧富差距等社會問題，許多國家也會對豪宅課以重稅。然而，炒作房地產問題仍然存在。

## 高尚住宅區
如果某一區域內的房屋皆屬豪宅，則該區域又會被稱作高級住宅區或高尚住宅區，通常豪宅區一帶有不少富翁、高階主管、專業人士、明星或名流。

### 香港
香港寸金尺土，一些擁有維港夜景或背山面海的高層複式單位、別墅及獨立式洋房的每平方呎價更可高達十萬港元以上。傳統豪宅集中於港島和九龍，但隨着住宅發展迅速，新晉豪宅已遍佈新界及離島區：
- 香港島：山頂區、半山區、渣甸山、跑馬地、大坑、摩星嶺、鋼綫灣、壽臣山、深水灣、淺水灣、舂坎角、赤柱、黃泥涌峽和大潭
- 九龍：飛鵝山、加多利山、筆架山、九龍塘、九龍仔、又一村、京士柏、何文田、紅磡灣、啟德跑道區以及Union Square
- 新界及離島：九肚山、銀線灣、小欖、青龍頭、愉景灣以及長沙的別墅大宅或獨立洋房

近年，各別地區也有大型或小型新興私人屋苑偽豪宅，它們不在傳統豪宅地段，但透過會所、宴會廳等包裝，在售價和管理費等方面，都要買家及用家付出豪宅的價格。正因如此，2000年後建成的香港私人住宅幾乎與豪宅劃上等號，甚至有人將新型私人住宅的住戶視為富裕階層。

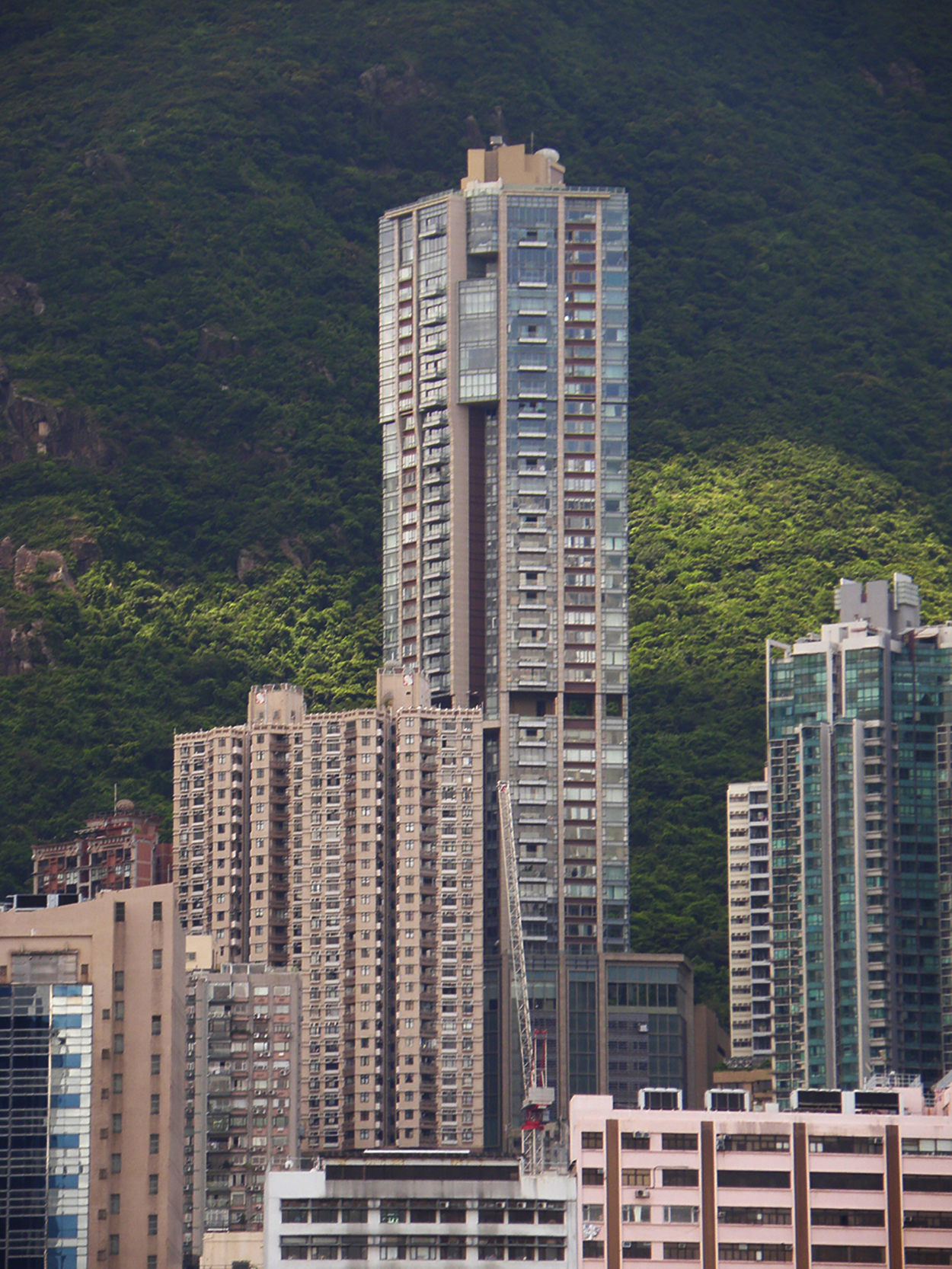
西半山天匯
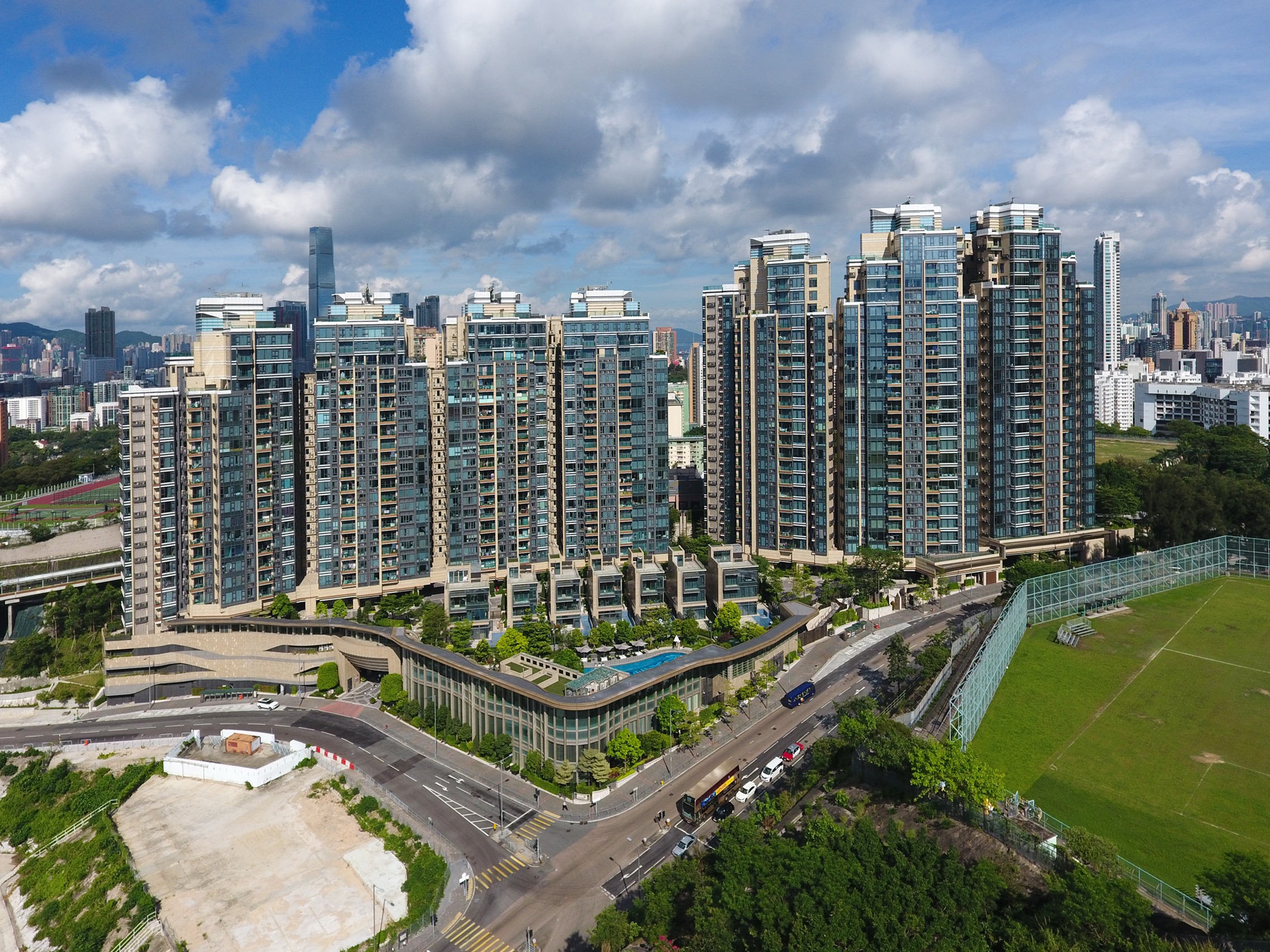
何文田天鑄

### 澳門
- 氹仔的大潭山壹號、雍景灣、濠庭都會、葡京花園、海逸庭園、聚龍花園、聚龍明珠、海明灣畔
- 北區的寰宇天下、海天居、海名居、君悅灣 、海上居
- 新口岸填海區的壹號湖畔、湖畔名門
- 聖安多尼堂區的海擎天
- 西望洋山的主教山壹號、西望洋花園

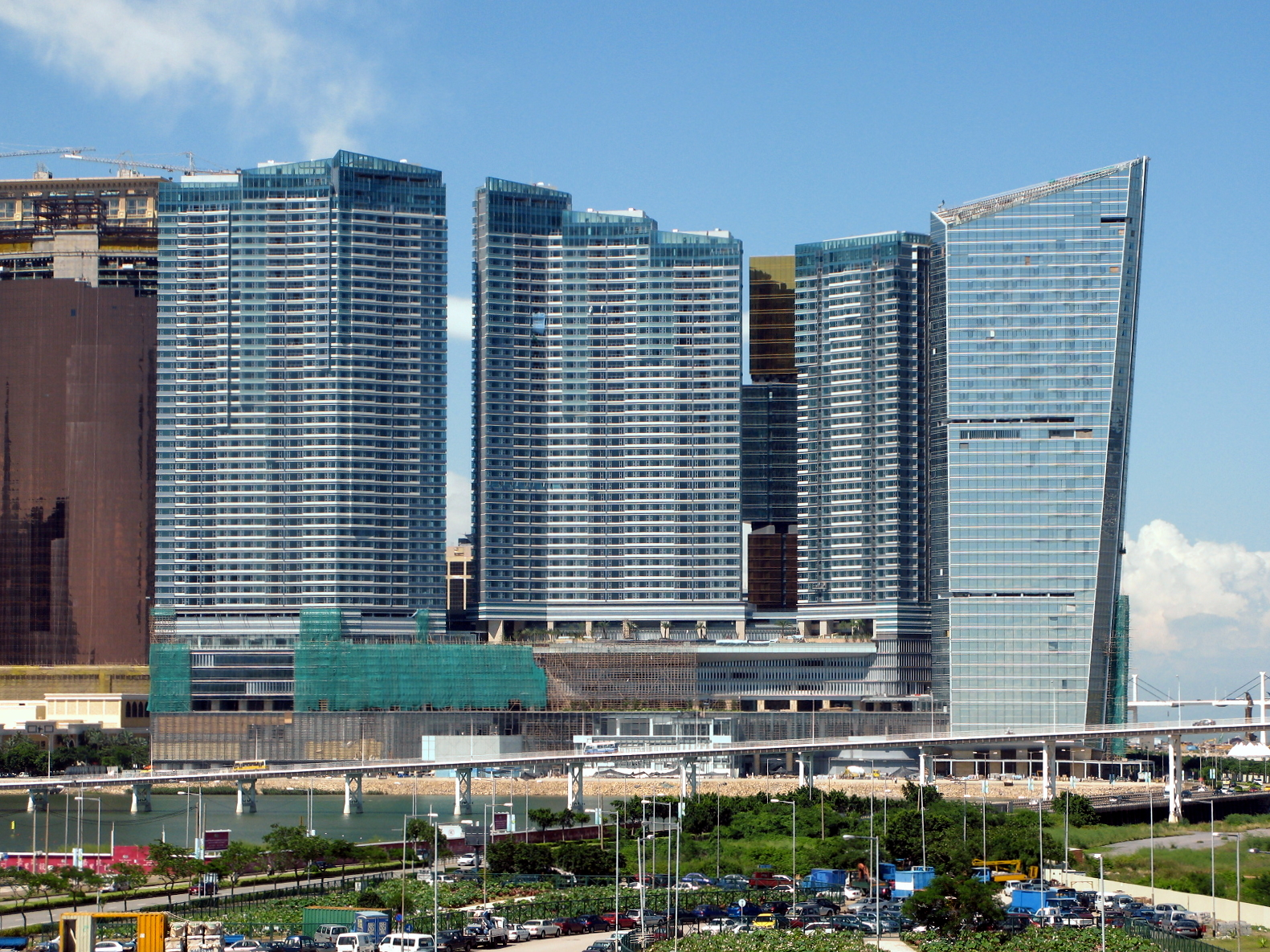
新口岸填海區的壹號湖畔

### 中國大陸
- 北京的中軸線、盤古大觀、天街苑、釣魚台七號院、萬柳書院、北京壹號院、合生·霄雲路8號、恒大麗宫
- 上海的佘山紫園、浦東新區陸家嘴金融貿易區湯臣一品、湯臣高爾夫別墅、九間堂、御翠園、東郊華洲君庭、西郊檀宮別墅、中糧·海景壹號、虹口區白金湾府邸
- 秦皇島的北戴河區
- 蘇州的蘇州綠城桃花源
- 貴陽花果園公館[6]

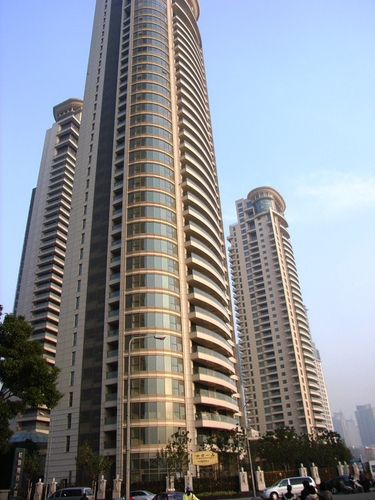
浦东新区陆家嘴核心区的汤臣一品

### 臺灣
- 臺北市，早期的豪宅大多在大稻埕、士林天母、陽明山一帶，隨著陽明山山坡地開發限制日趨嚴格，1990年代之後信義計畫區和大直則成為豪宅聚落大本營，敦化南路因有多個大型企業的辦公大樓，亦有部份豪宅座落於此。而大安區的宏盛帝寶、勤美璞真、元利信義聯勤、和平大苑；松山區的文華苑；信義區的信義富邦、皇翔御琚、聯合大哲、陶朱隱園、琢白；中正區的一品苑、松濤苑等為知名豪宅。
- 新北市，豪宅聚落集中在區位交通發達的板橋新板特區或遠離塵囂的新店區大台北華城社區、花園新城社區以及淡水區小坪頂。
- 桃園市，豪宅建商為「中悅品牌」、地處「中正藝文特區」兩大要素幾乎已經成為桃園豪宅市場的代名詞。
- 新竹市，豪宅大多集中於緊鄰新竹科學工業園區的關新里，為眾多高收入專業人士群居地。
- 新竹縣，豪宅聚落集中在區位頭前溪水岸的竹北水岸特區。
- 臺中市，豪宅大多集中於科博美術特區、七期重劃區和大肚山溫泉路一帶，其中溫泉路上以精湛建設興建的「台中會」系列為代表 。
- 臺南市，豪宅聚集在東區和北區、花園夜市附近。
- 高雄市，豪宅早期多集中在高雄市立文化中心周邊地區，2000年代之後則往高雄多功能經貿園區及鼓山區凹子底及高美館發展。

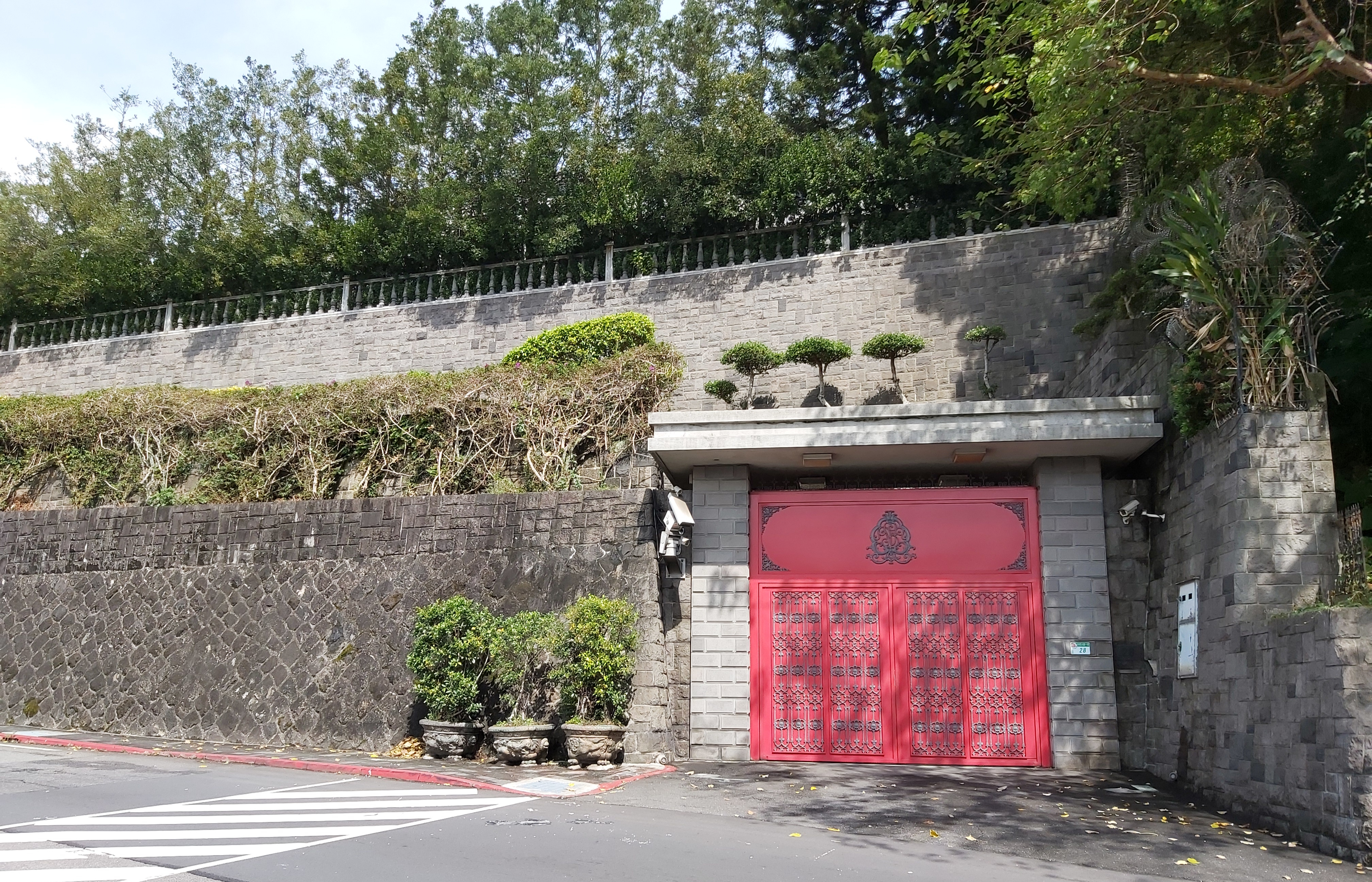
陽明山仰德大道別墅
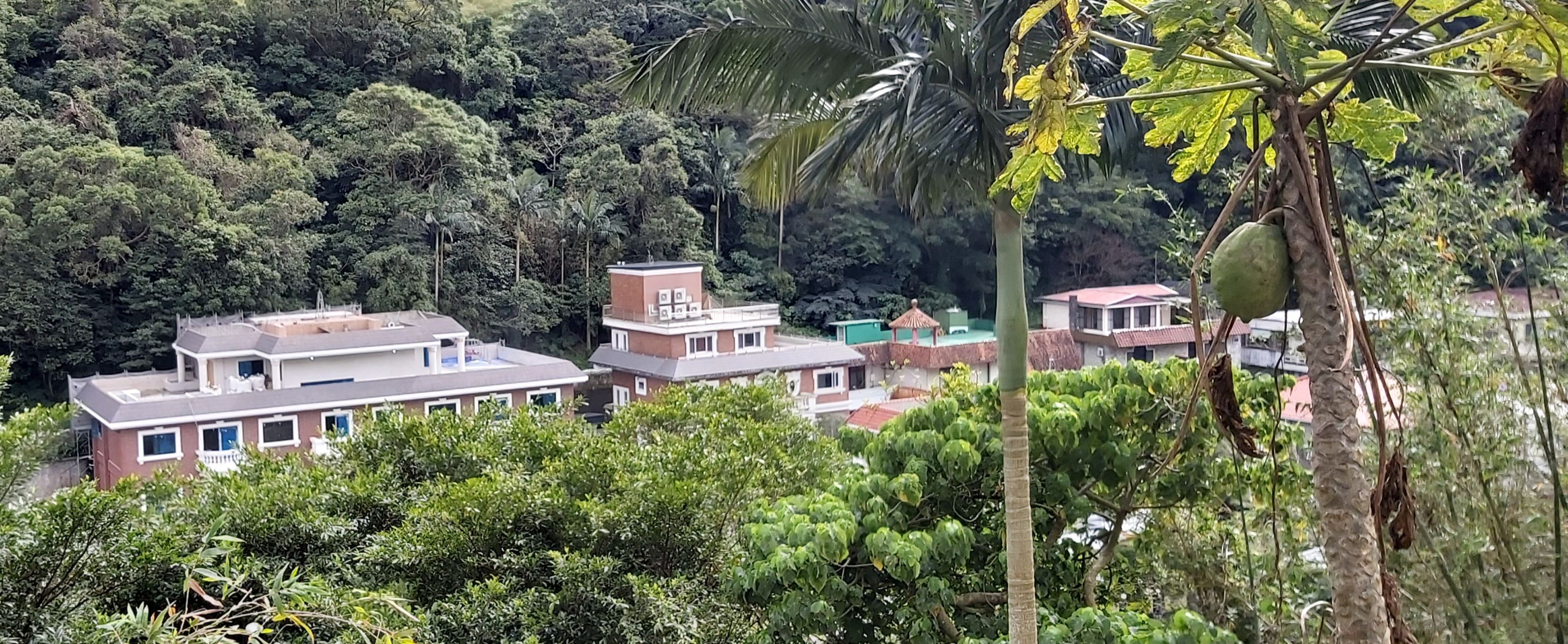
士林翠山莊
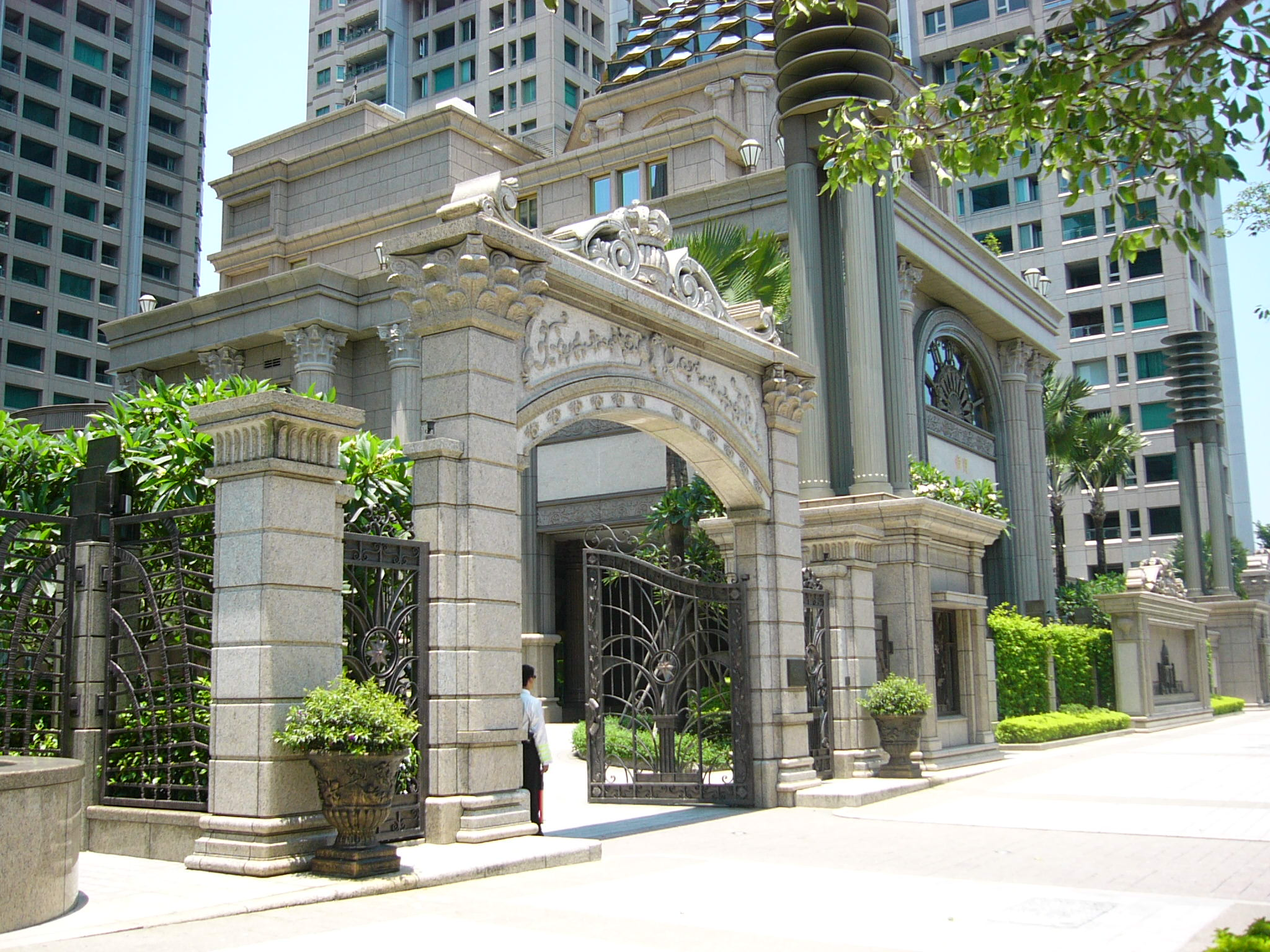
仁愛路三段53號的宏盛帝寶
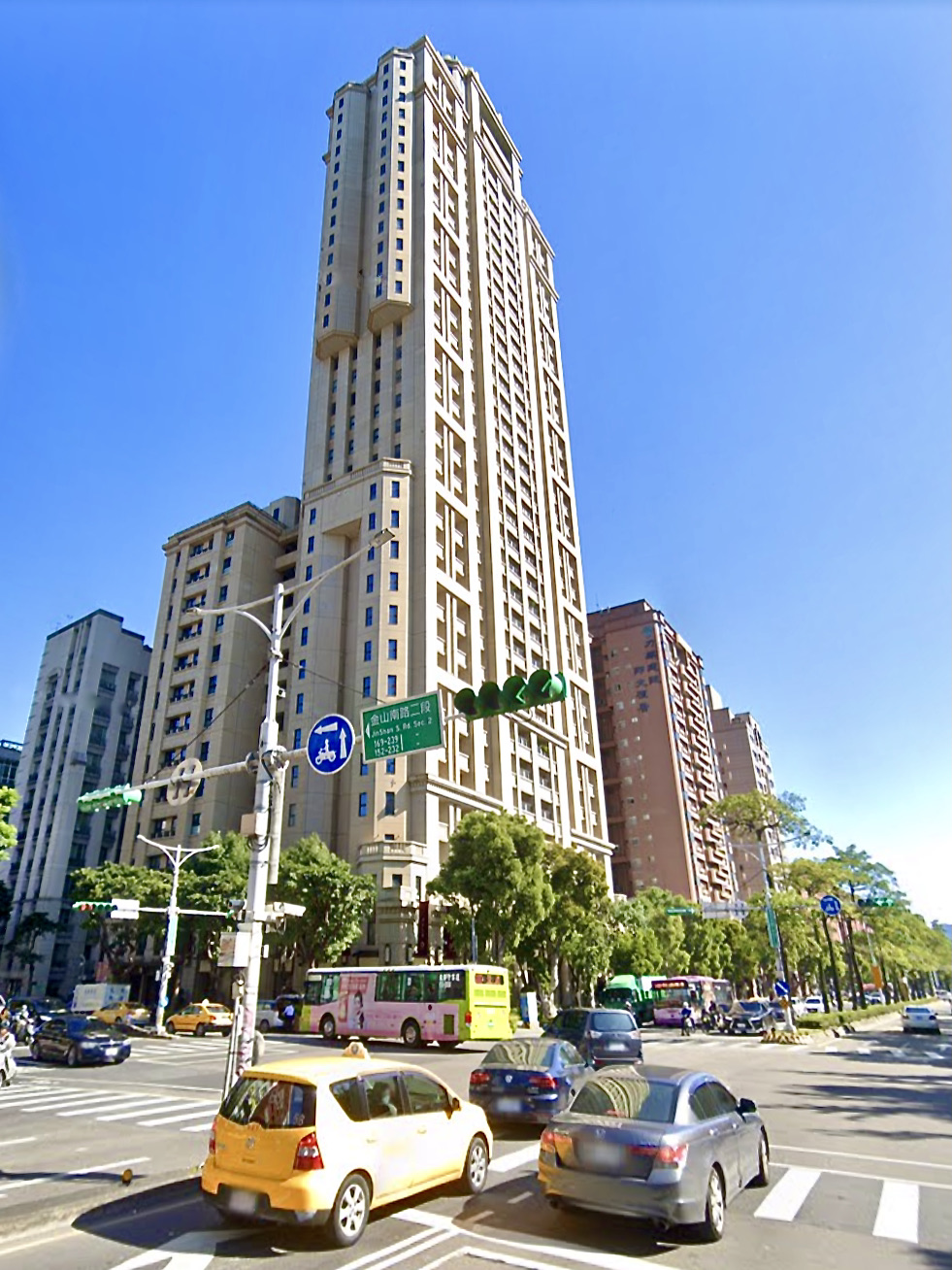
和平東路一段上的和平大苑
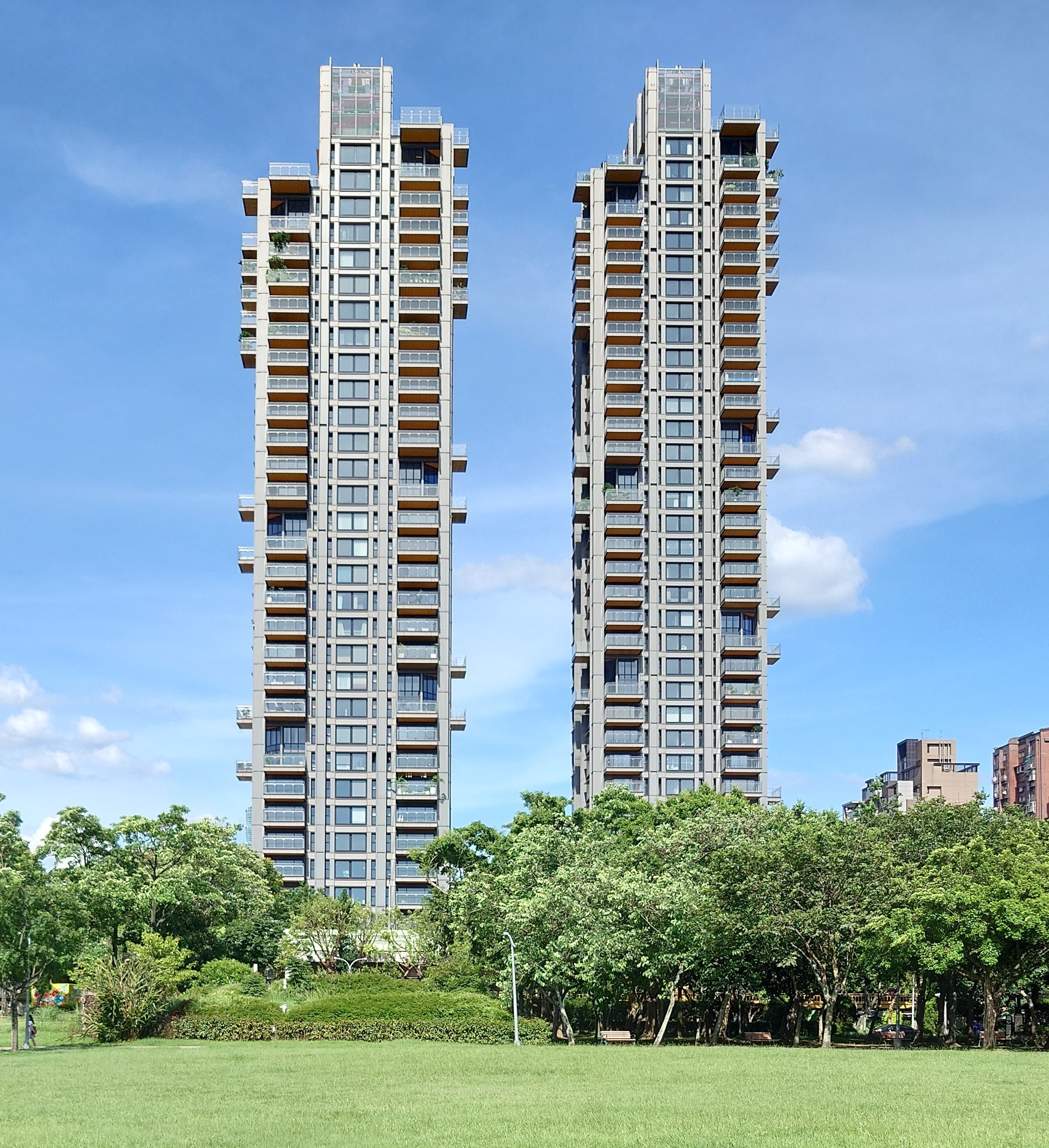
元利信義聯勤
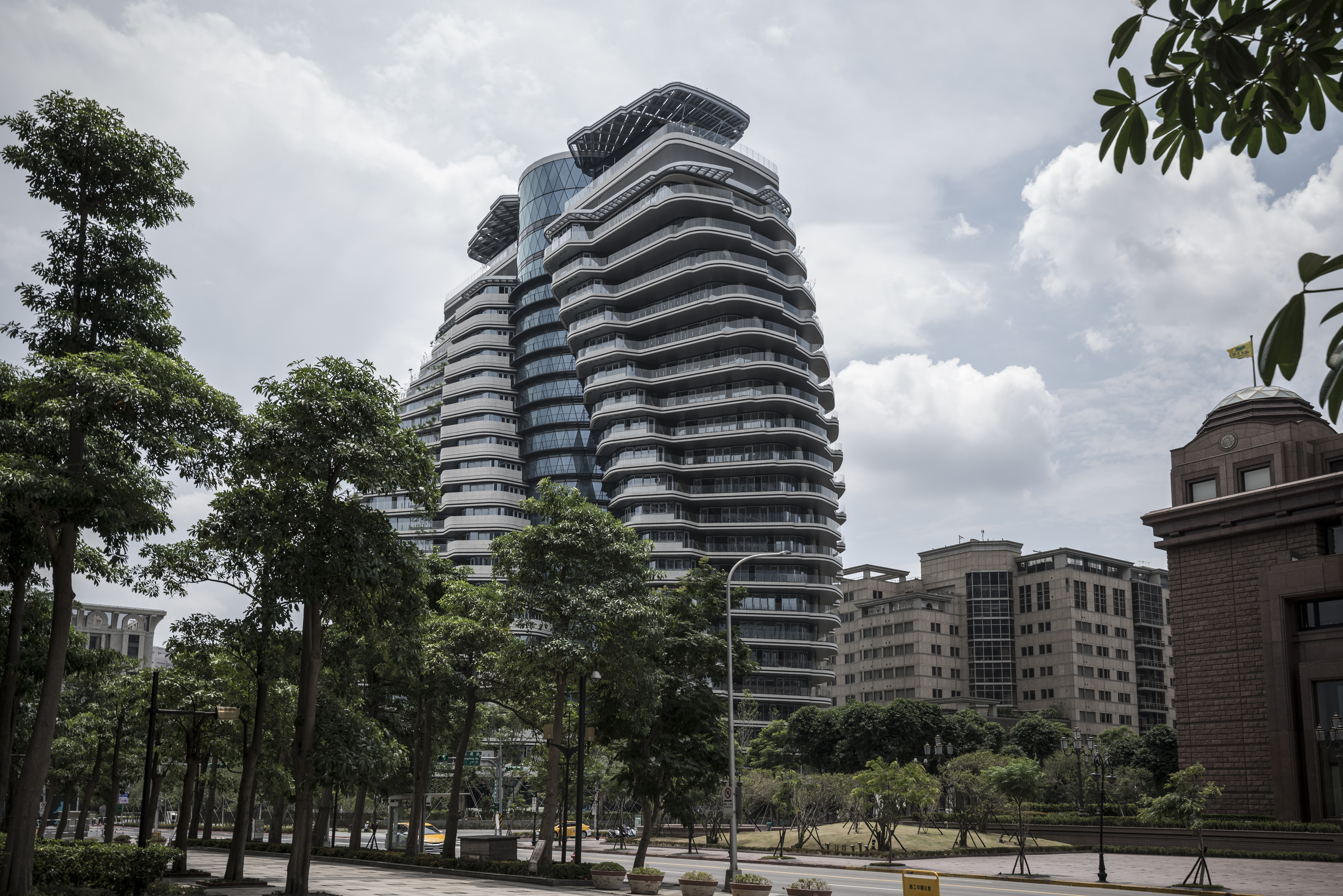
信義計畫區的陶朱隱園
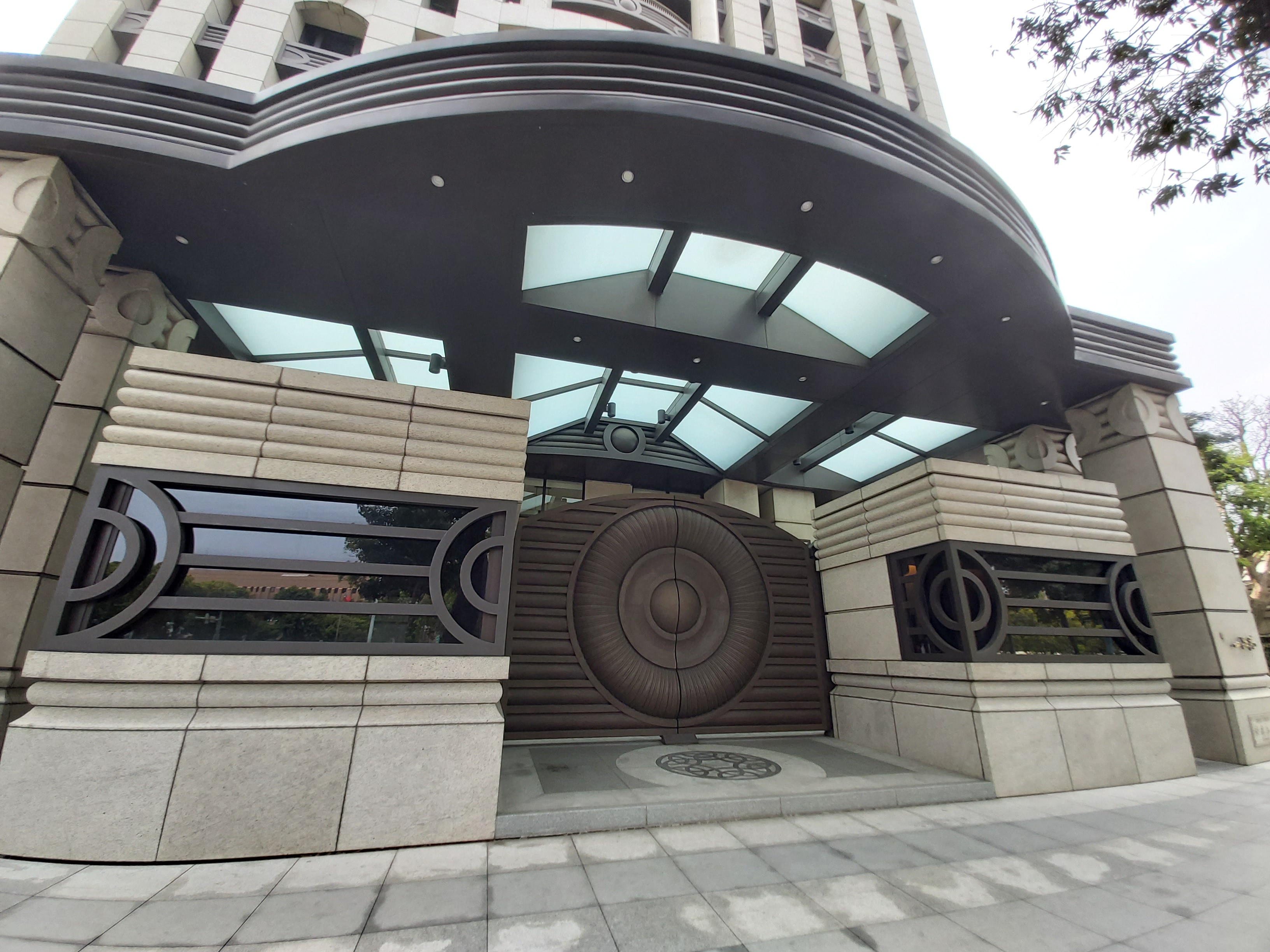
元大一品苑
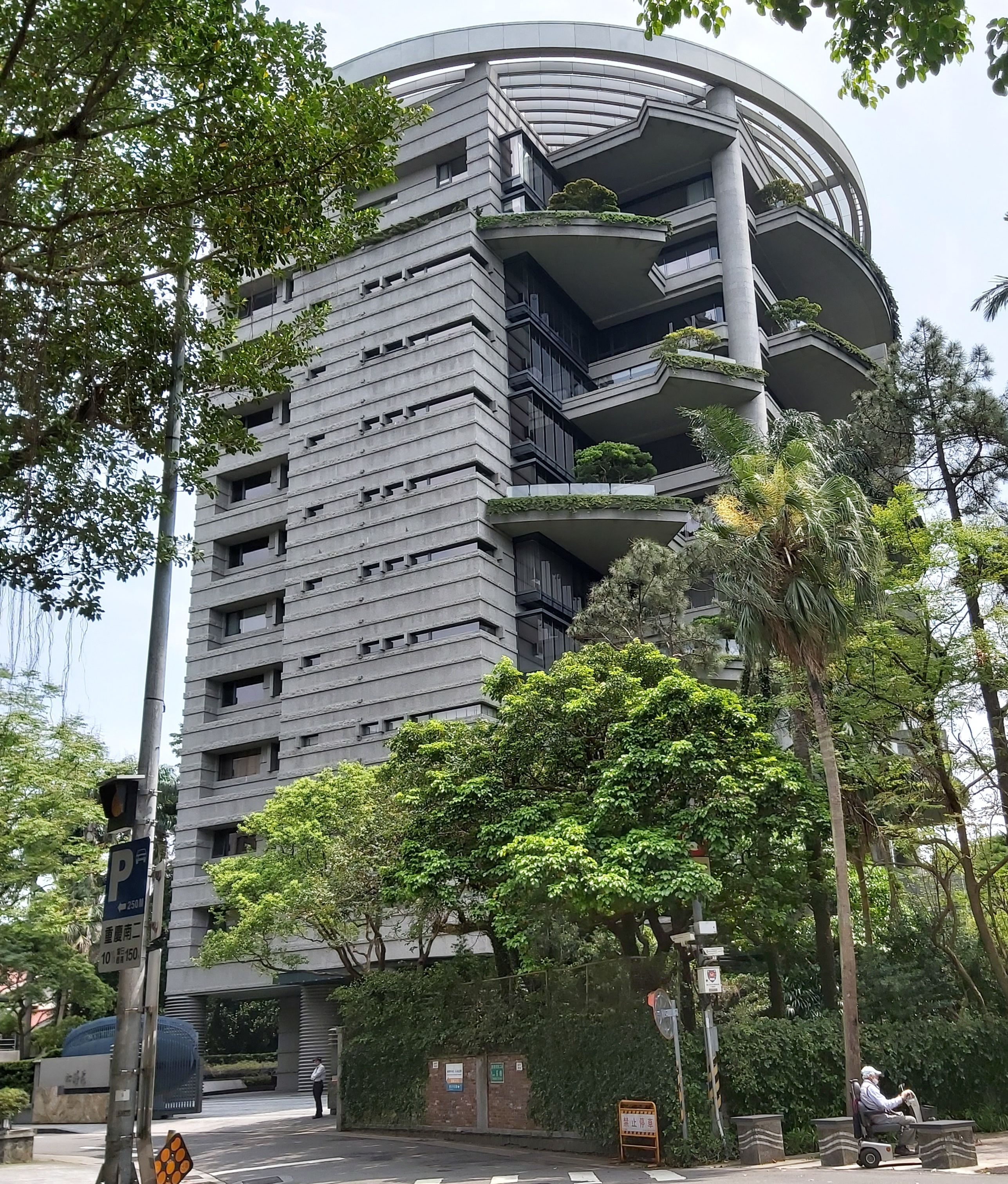
潤泰松濤苑

### 新加坡
豪宅集中在濱海灣（Marina Bay）、烏節（Orchard）、武吉知馬（Bukit Timah）、馬林百列（Marine Parade）﹑實龍崗（Serangoon）以及荷蘭村（Holland Village）。

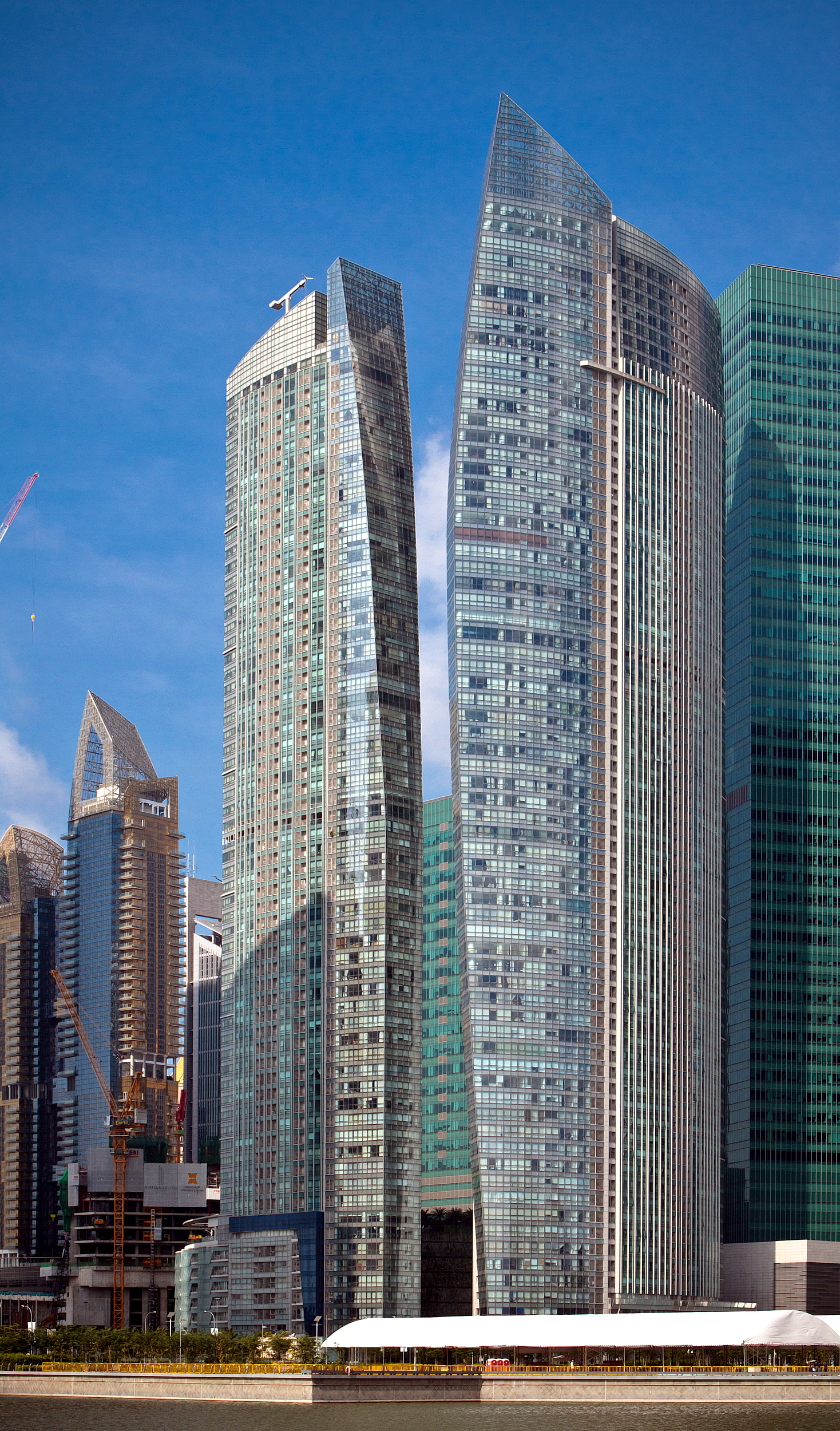
濱海大道的濱海舫

### 日本
- 東京都的豪宅大多位於千代田區番町、麴町的皇居周邊。港區的南青山、赤坂、麻布及白金台。文京區的本駒込、西片。渋谷區的松濤、橫跨目黑區、品川區、大田區的洗足田園都市、田園調布以及世田谷區的成城一帶。
- 西日本最著名的高級住宅區座落於大阪府的箕面市及吹田市、兵庫縣神戶市東灘區的御影・住吉、西宮市的西宮七園及蘆屋市的六麓莊町、平田町、松濱町。以上地區位在阪急電鐵各線沿線，也是阪神間現代主義的發祥地。

### 韓國
- 首爾市的豪宅大多位於江南區的清潭洞、盤浦洞、三成洞、論峴洞、方背洞、瑞草洞、道谷洞、大峙洞；城東區的聖水洞；城北區的城北洞；龍山區南山的梨泰院、漢南洞和鐘路區的平倉洞等地區。

- 京畿道果川市、城南盆堂區、城南壽井區、河南區、龍仁水枝區、光明市、城南中院區、安養東安區、九里市、水原靈通區、義王市；大邱市壽城區、中區；釜山市水營區、海雲台區等15地有少部分高檔住宅建案，其房地產平均成交價格，比首爾市最便宜的道峰區還要高。

### 印度
- 孟買的阿爾塔芒特路（英语：Altamount Road）、馬拉巴爾山（英语：Malabar Hill）。
- 新德里的A. P. J. 阿卜杜尔·卡拉姆博士路（英语：Dr APJ Abdul Kalam Road）、Amrita Shergill Marg。
- 邦加羅爾的薩爾賈普爾路（Sarjapur Road）和科拉曼加拉（英语：Koramangala）。

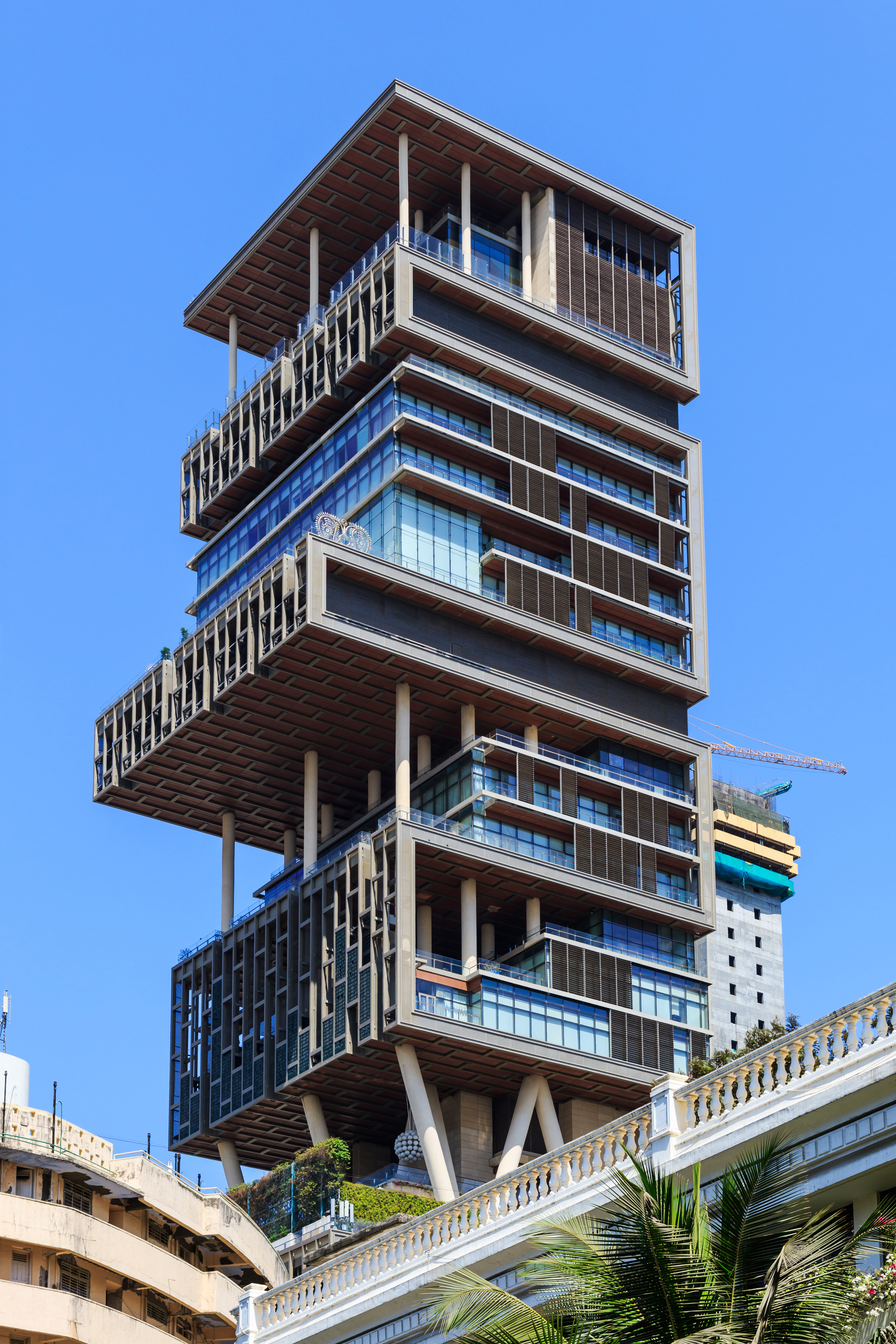
印度信實工業主席穆克什·安巴尼於孟買的安迪利亞豪宅

### 阿拉伯聯合大公國
- 杜拜的棕櫚群島、朱美拉棕櫚島、世界群島、阿联酋山莊（英语：Emirates Hills）。
- 阿布達比的Al-Bahiyah、Mussafah、Khalifa City和Mohammed Bin Zayed City，以及附近的島嶼，如Al-Aryam和Al-Saadiyat等地區。

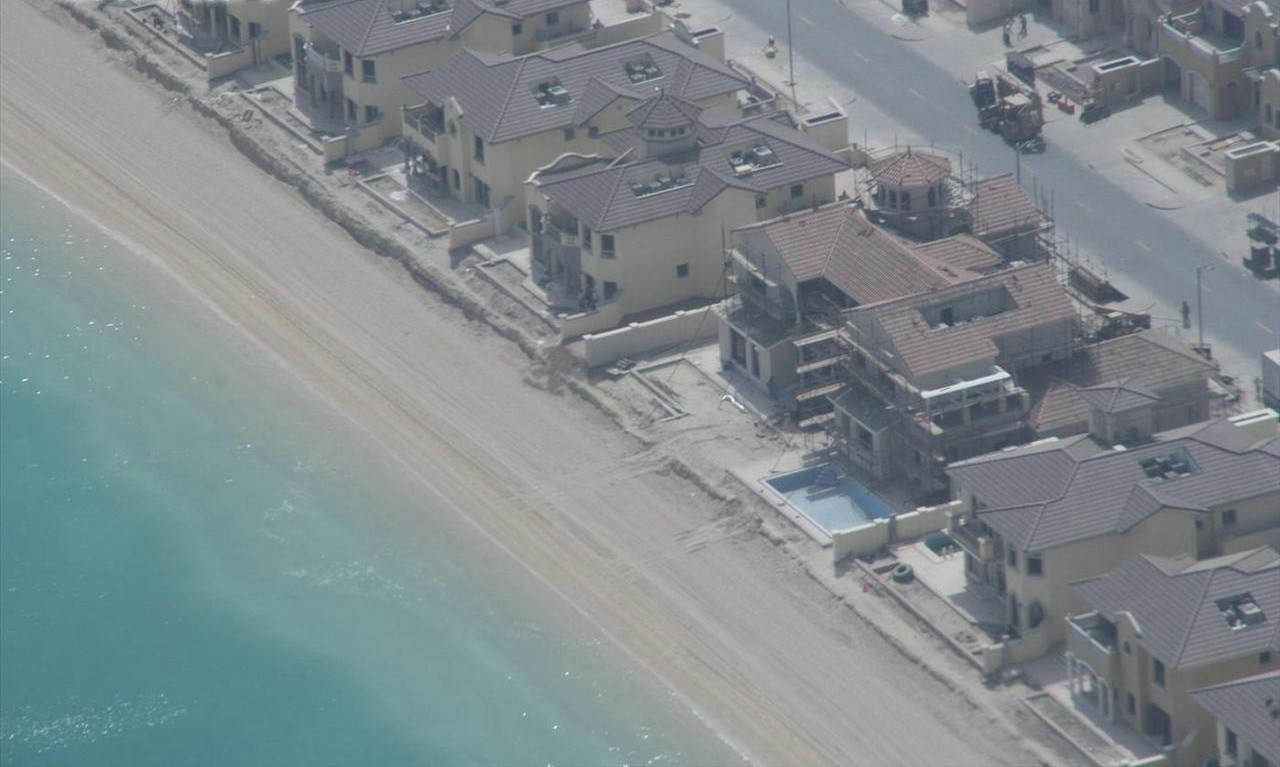
朱美拉棕櫚島上的別墅
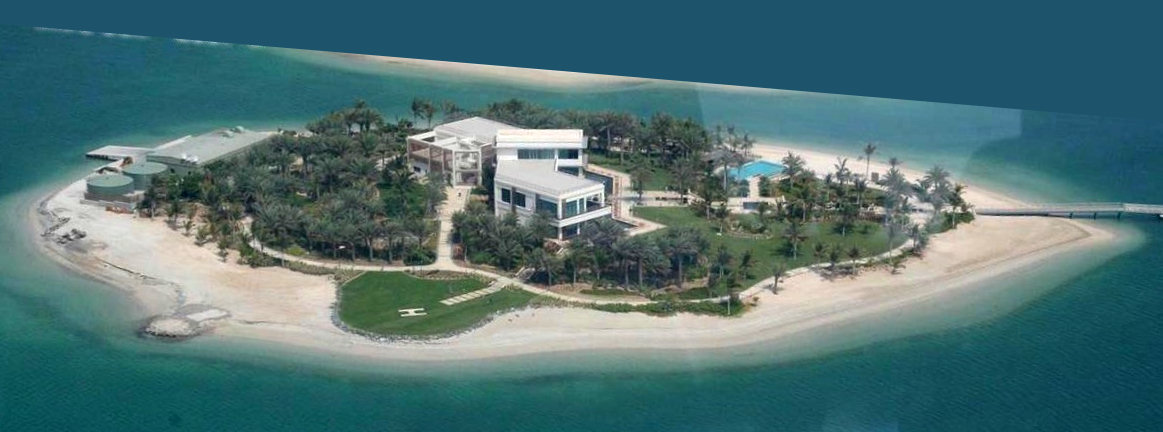
世界群島上的豪宅

### 卡達
- 杜哈的卡達之珠、市中心的Al Dafna與西灣（West Bay）區

### 沙烏地阿拉伯
- 利雅德的Al Hada

### 俄羅斯
- 莫斯科的盧布廖夫卡
- 聖彼得堡的中央商務區（英语：Central Saint Petersburg）

### 美國
- 紐約的曼哈頓（中央公園）、上東城與長島
- 華府的卡洛拉馬與麻省高地（Massachusetts Heights）
- 洛杉磯的比佛利山、貝萊爾或馬里布、帕洛斯弗迪斯庄园。
- 波士頓的燈塔山
- 西雅圖的默瑟島
- 加利福尼亞州舊金山的舊金山灣區（阿瑟頓、洛思阿圖斯山丘）、普利西迪歐街（Presidio Terrace）
- 佛羅里達州的棕櫚灘、费希爾島
- 邁阿密斯坎灣的印地安溪島（Indian Creek Island）

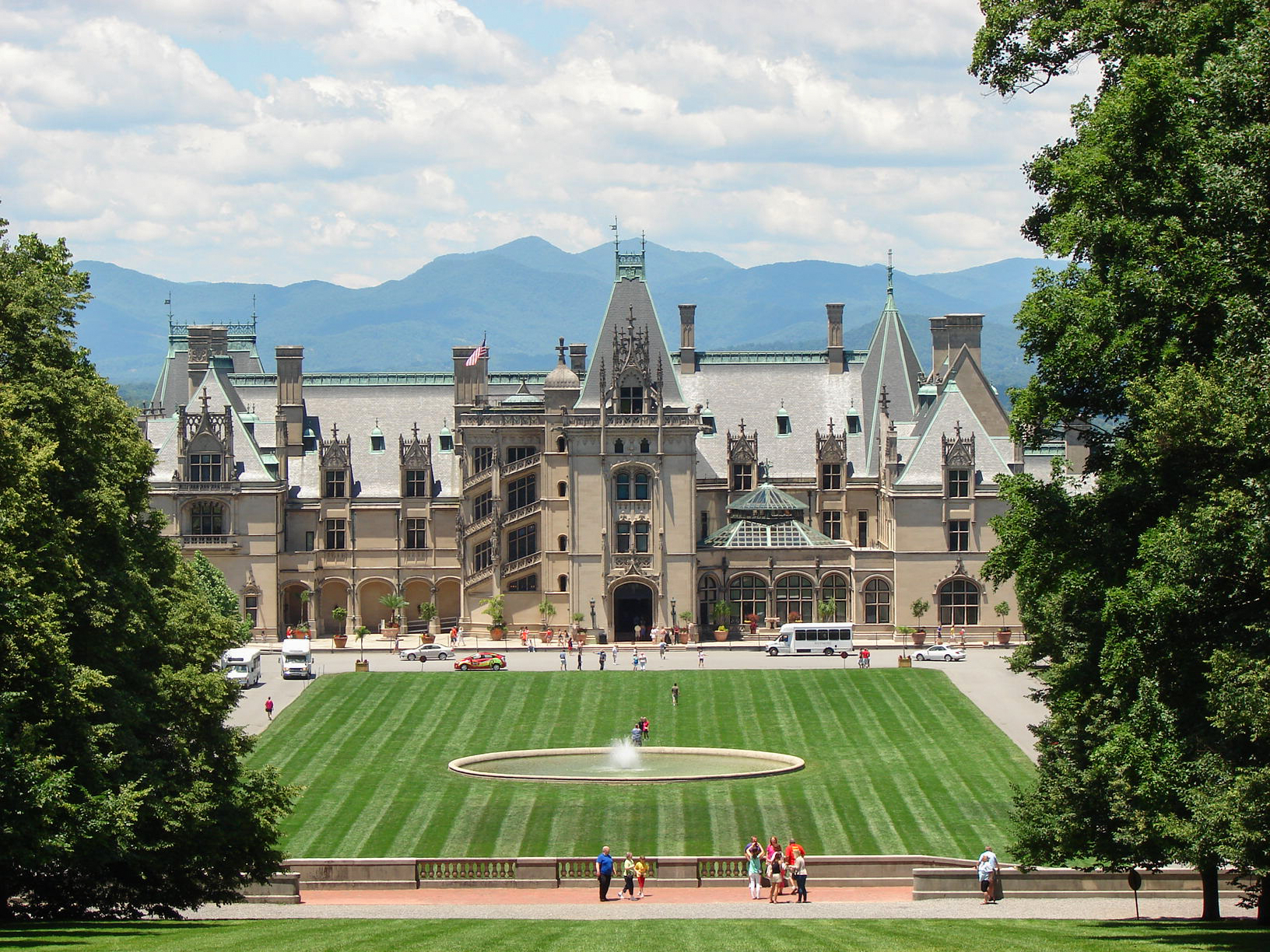
北卡羅來納州阿什維爾的比特摩爾莊園
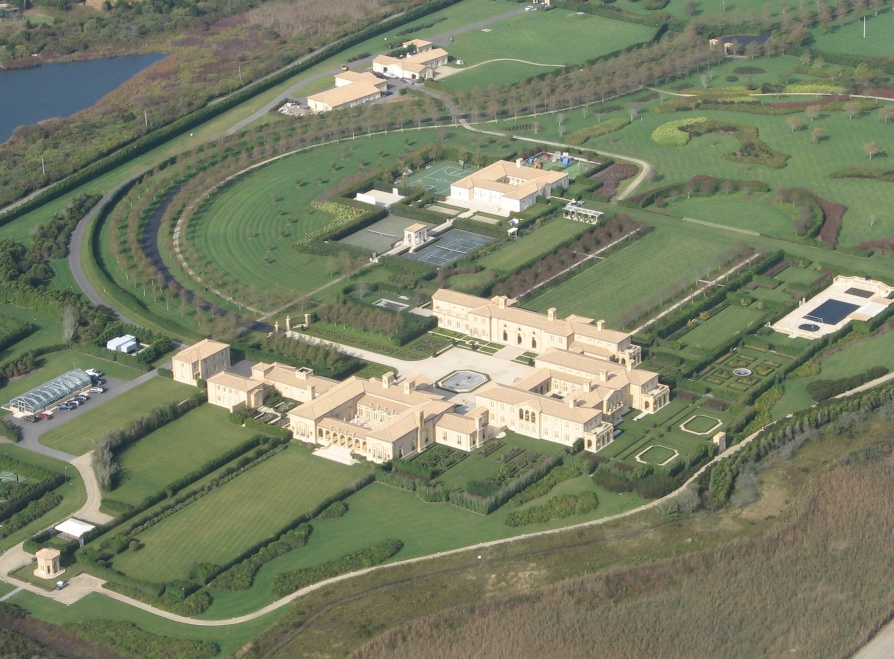
紐約州長島漢普頓地區的費爾菲爾德（英语：Fair Field）豪宅
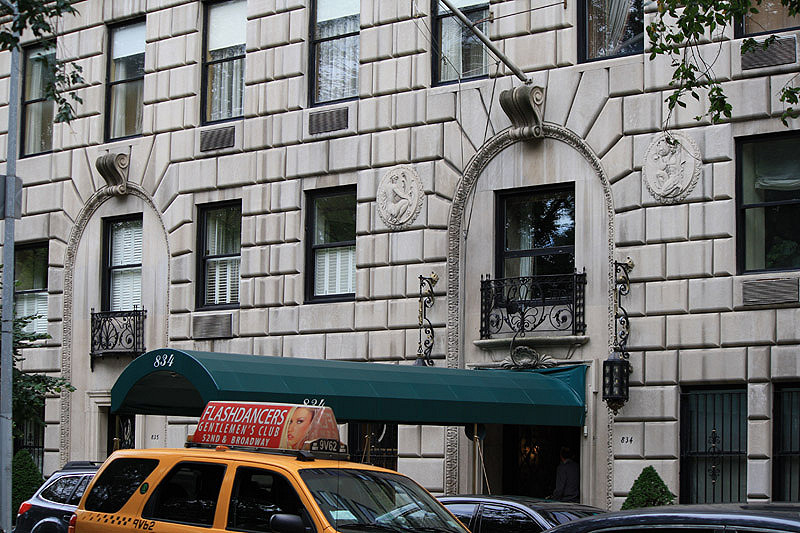
紐約第五大道834號（英语：834 Fifth Avenue）公寓大廈
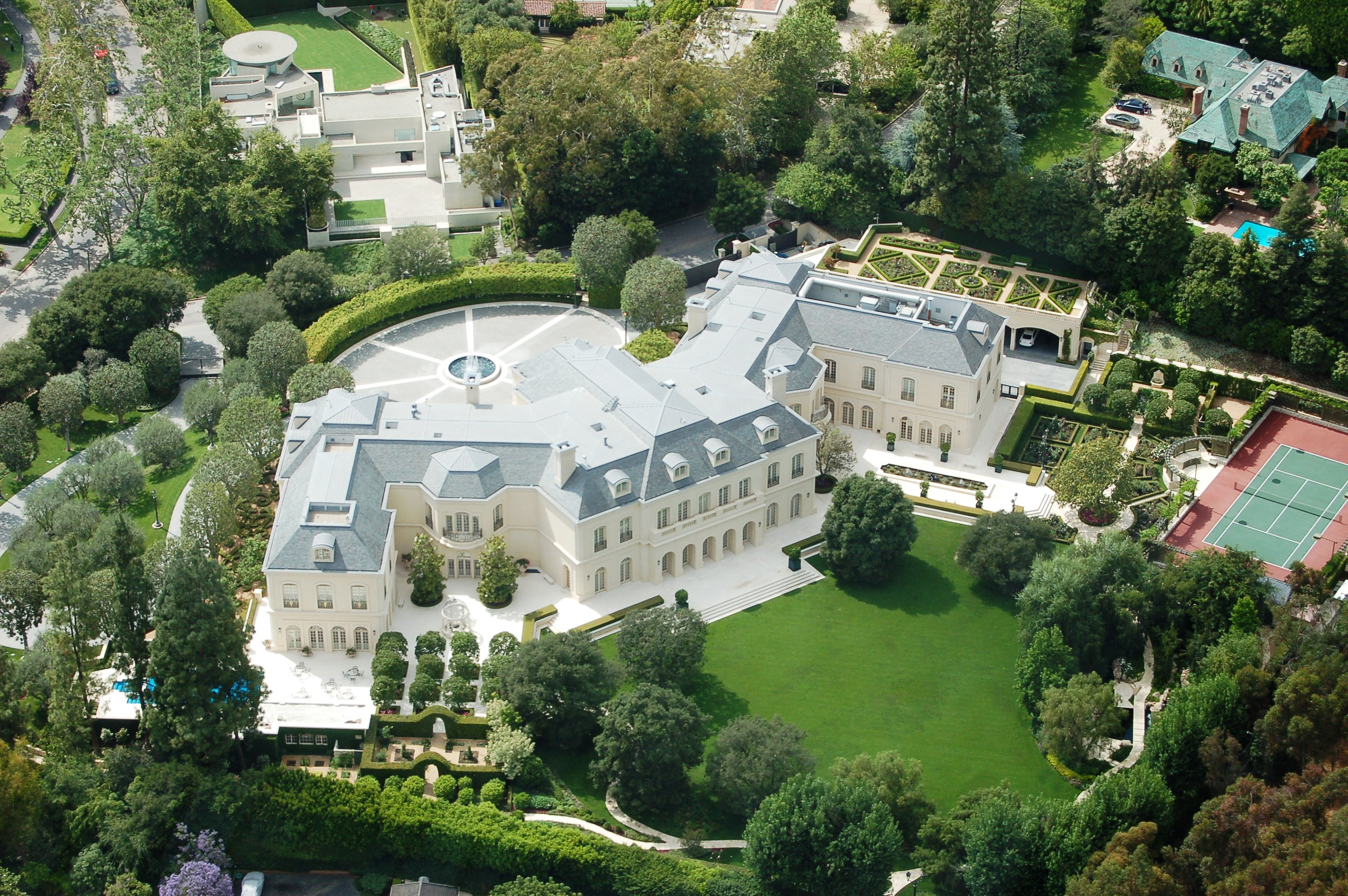
洛杉磯荷爾貝山莊園（英语：The Manor (Los Angeles)）
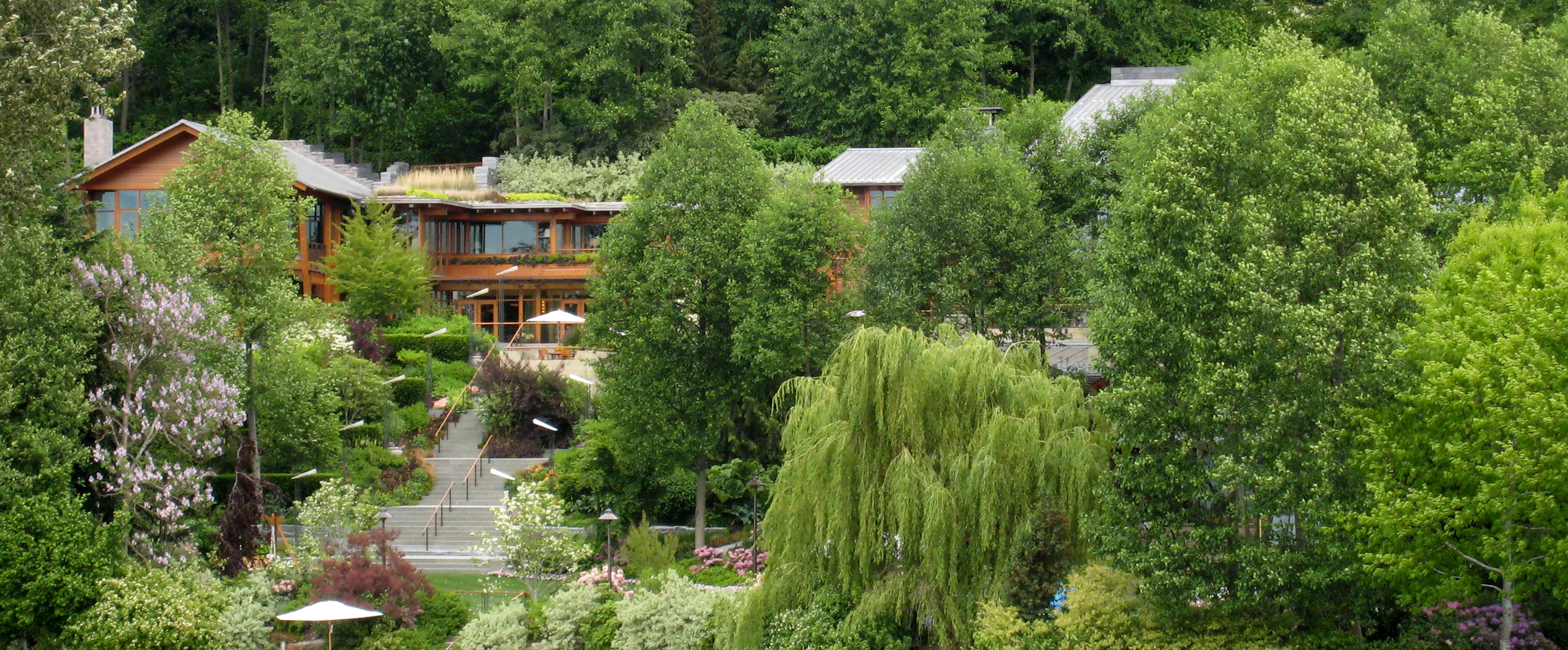
位於麥地那的比爾·蓋茨豪宅

### 摩納哥
摩納哥豪宅價格已連續第13年為全球最高，100萬美元在摩納哥僅能購買約16.4方米（約176方呎）的住宅。豪宅區分佈在蒙特卡洛，拉康达明，丰维耶区及聖羅曼。

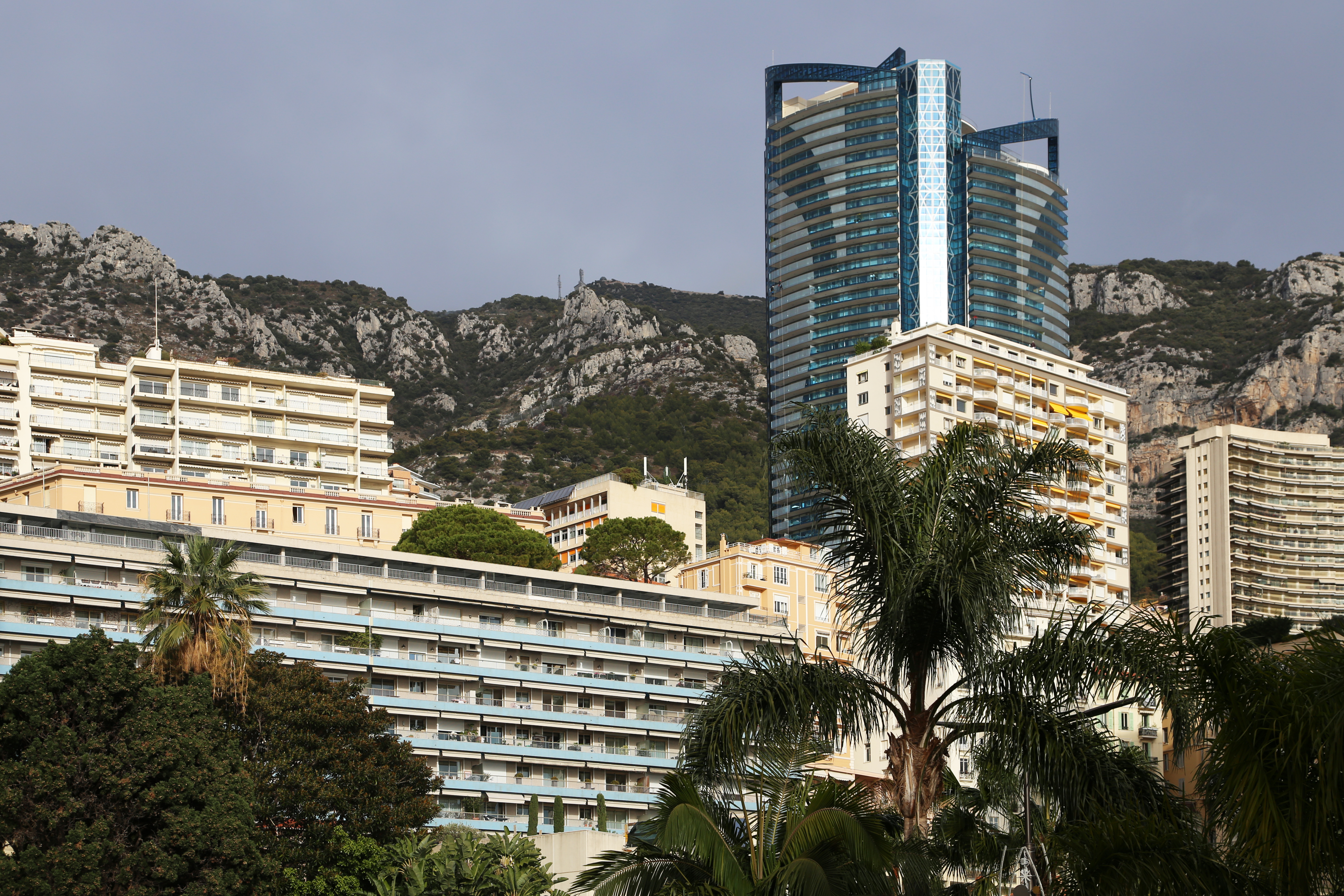
蒙特卡洛的豪宅建築

### 葡萄牙
- 里斯本大區的卡斯卡伊斯

### 英國
- 倫敦的騎士橋、梅菲爾、貝爾格萊維亞、肯辛頓-切爾西、漢普斯特德及金丝雀码头。

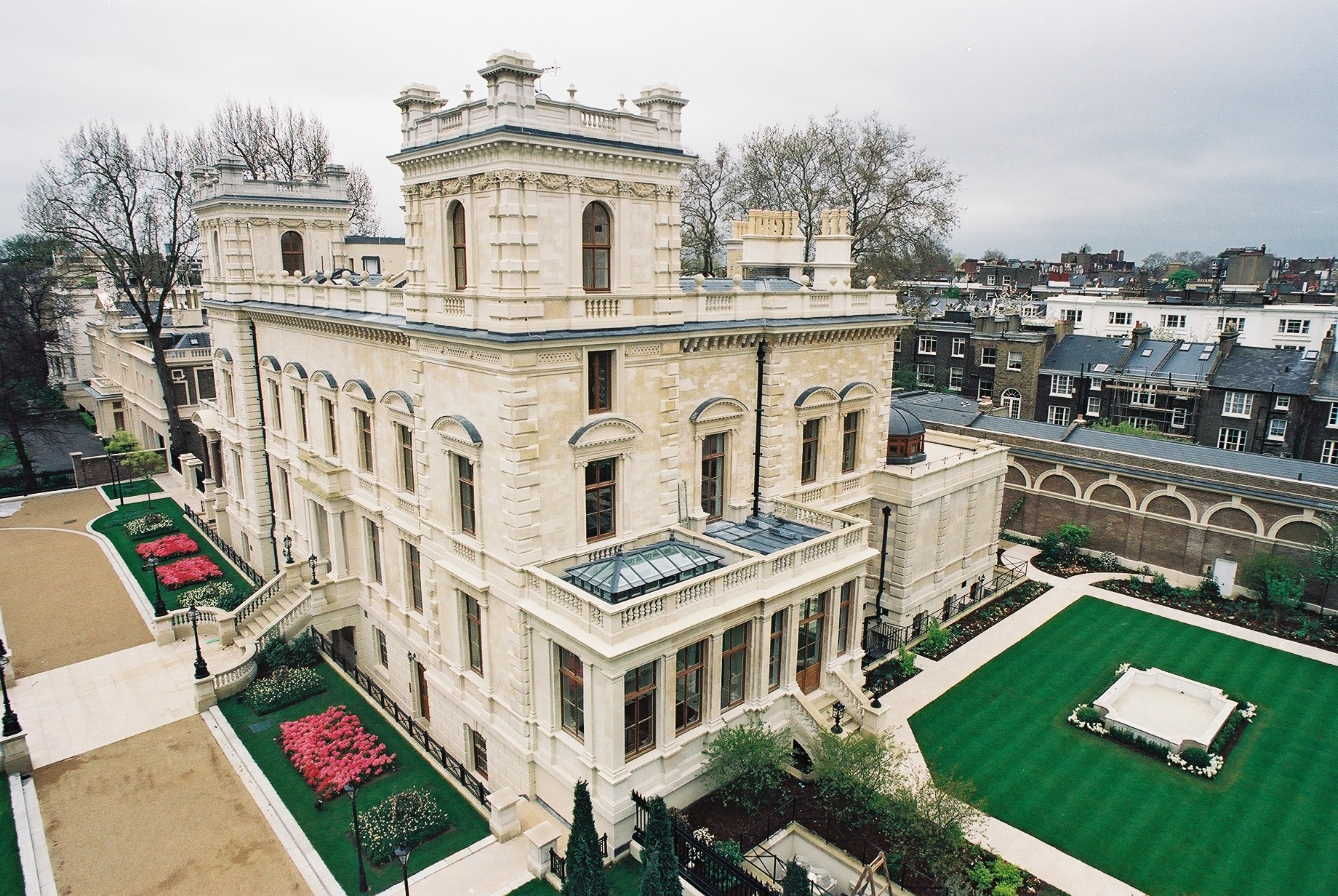
肯辛頓宮花園特區（英语：Kensington Palace Gardens）內的拉克希米·米塔爾豪宅
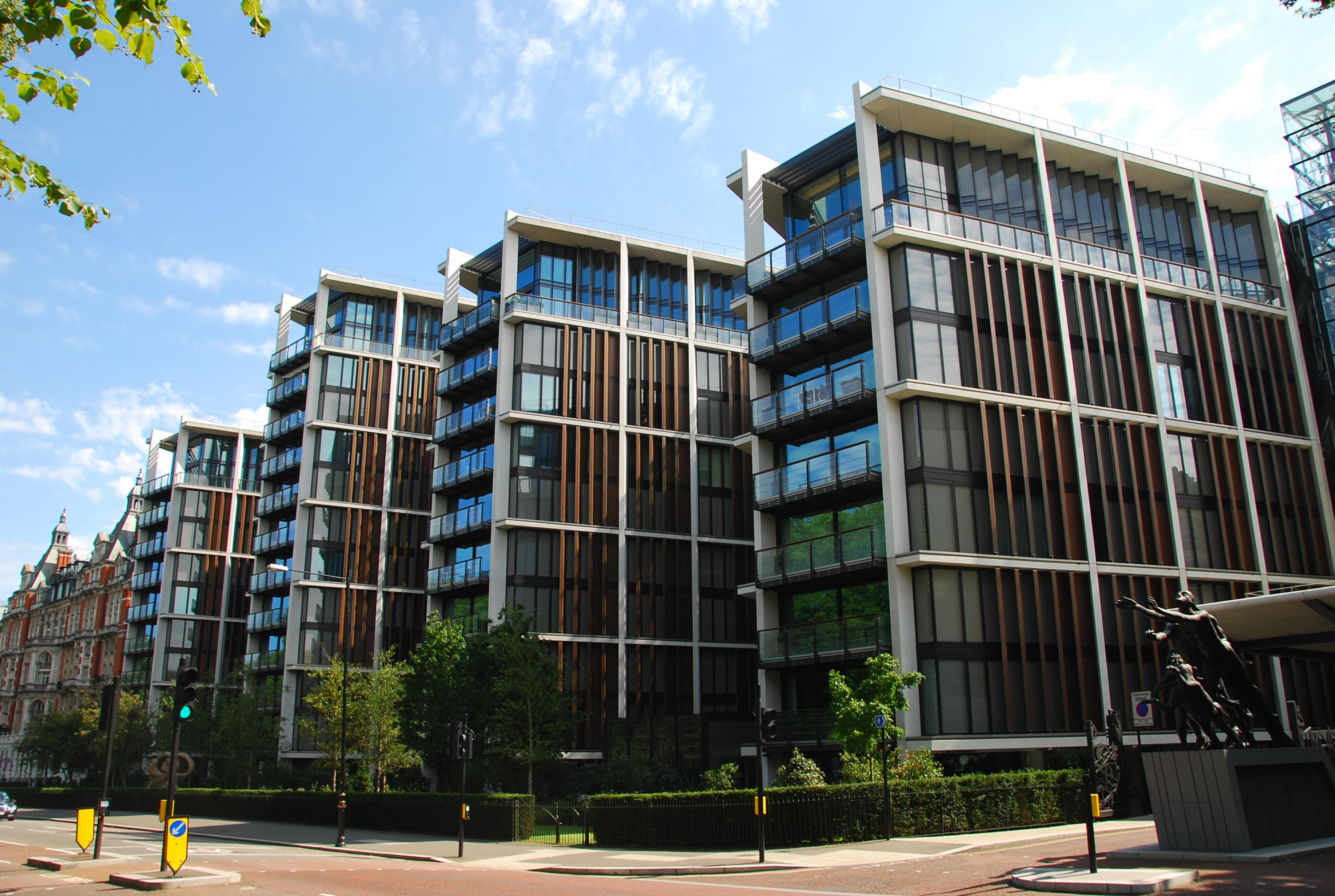
位於騎士橋的海德公園一號
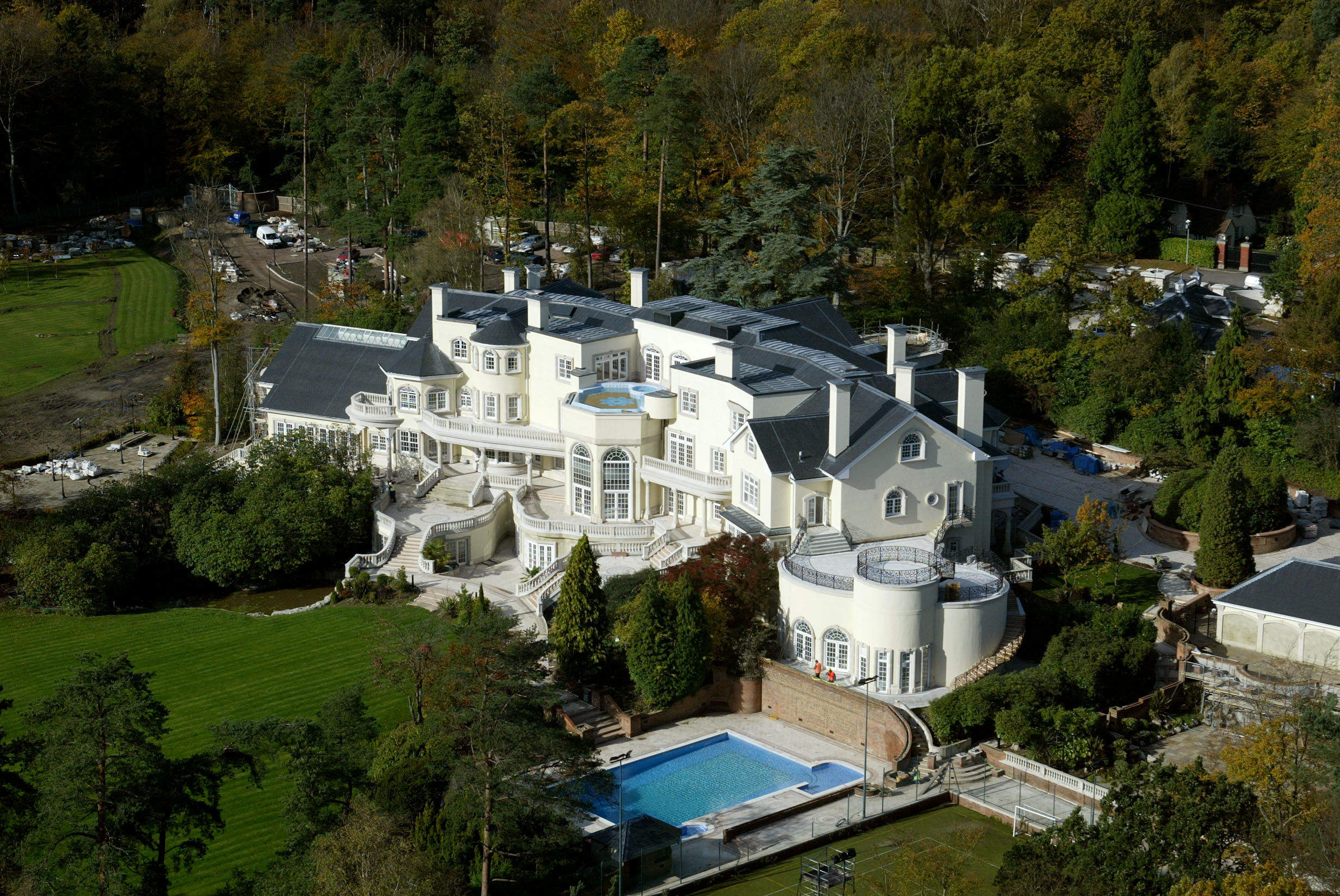
位於薩里郡溫德爾舍姆（英语：Windlesham）的愛敦閣（英语：Updown court）

### 法國
- 巴黎聖路易島、巴黎第七區、巴黎十六區
- 蔚藍海岸濱海自由城

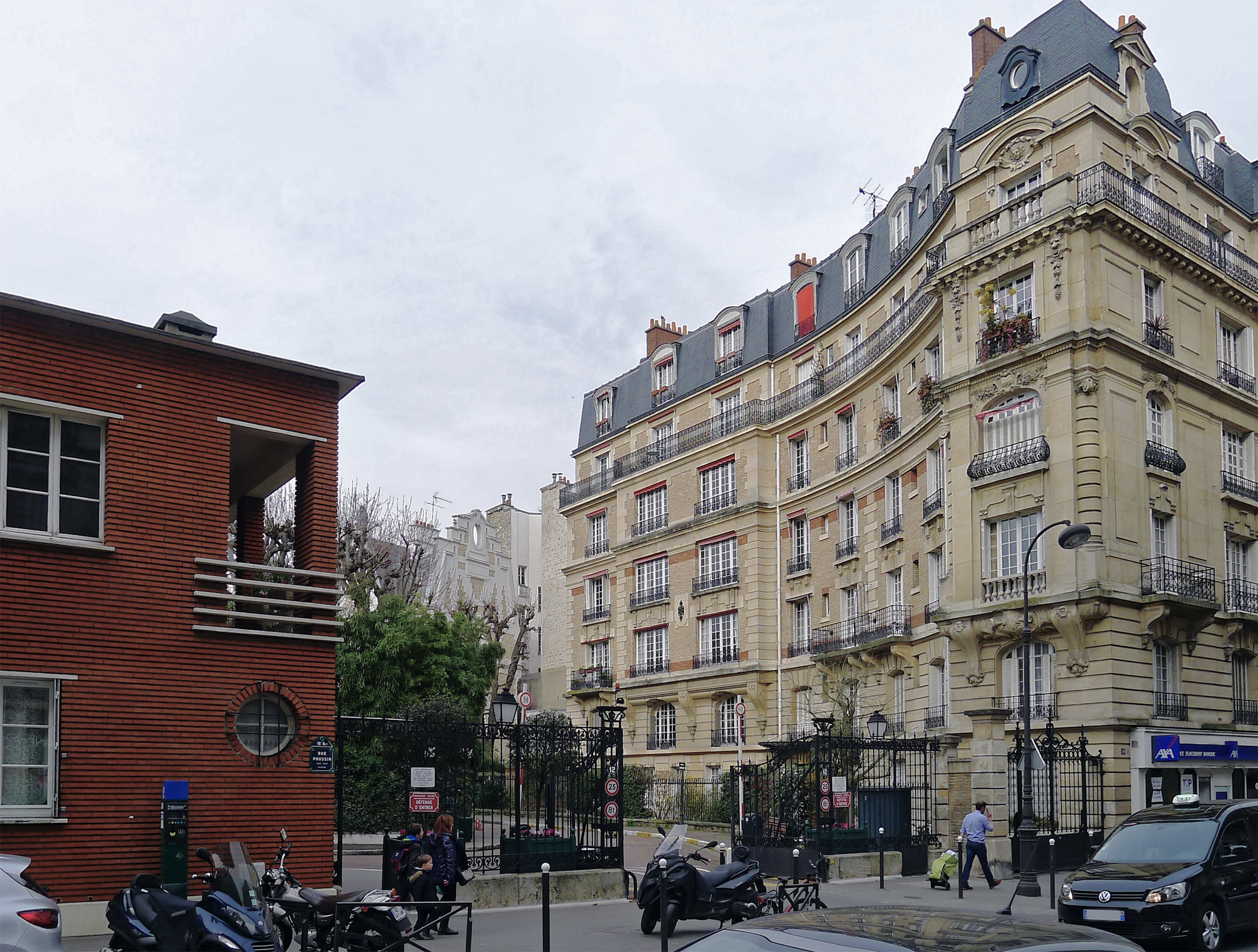
位於巴黎十六區的蒙莫朗西別墅區（法语：Villa Montmorency）入口
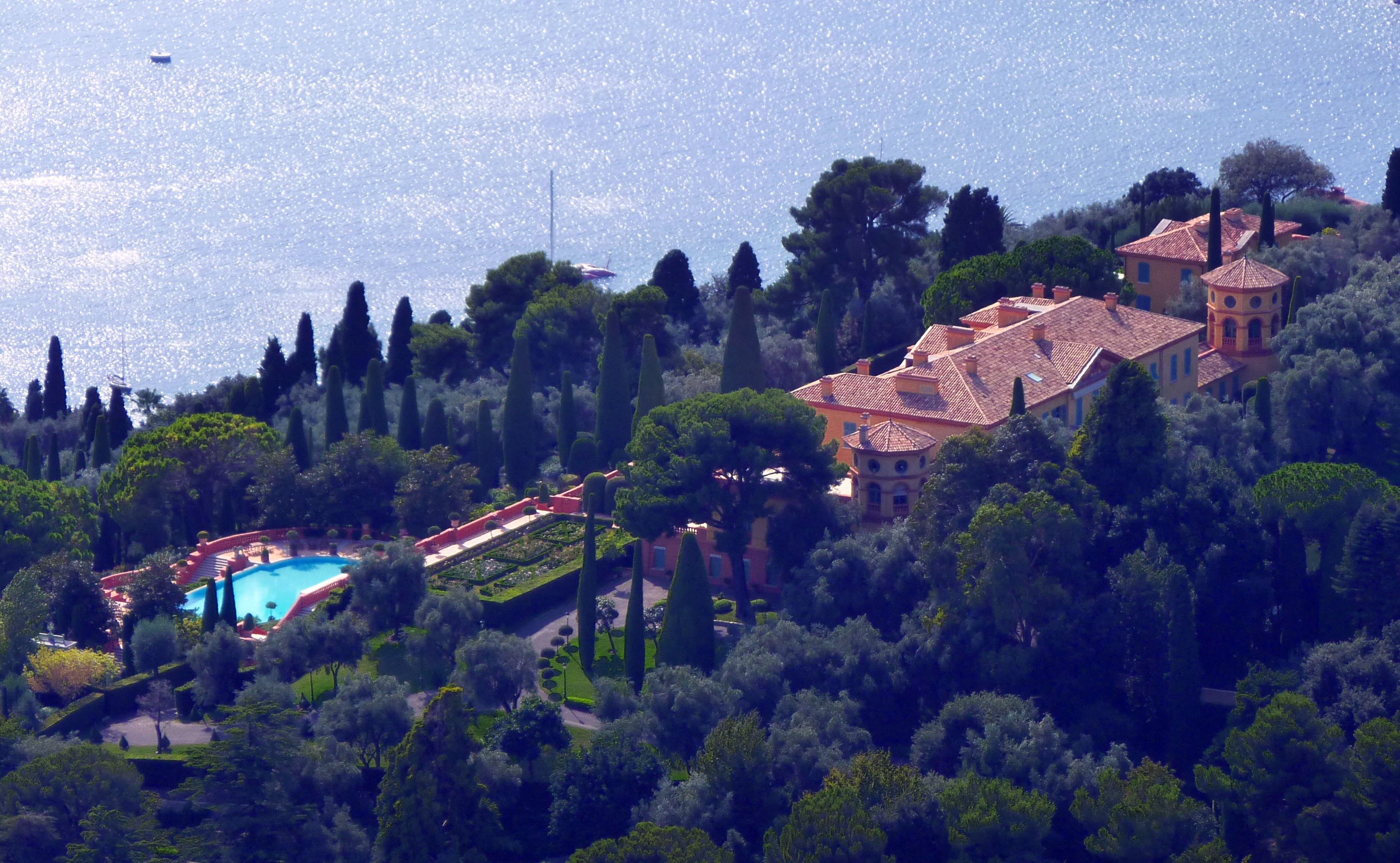
位於蔚藍海岸濱海自由城的利奧波德別墅（英语：Villa Leopolda）

### 德國
- 夏洛滕堡-維爾默斯多夫
  - 夏洛滕堡
  - 格魯訥瓦爾德
- 施泰格利茨-采倫多夫
  - 采倫多夫
  - 萬湖

## 豪宅雜誌
不少公司為了拓展豪宅市場的發展，因此定期推出雜誌及設立網頁，提升公眾對豪宅的知名度。例子包括位於紐約Panache Privée房地產公司推出Panache Magazine雜誌。

## 外部參考
- 豪宅與標準房有明顯分別（页面存档备份，存于）
- 豪宅（页面存档备份，存于）
- 世界の豪邸 – 社長、セレブの保有する世界の豪邸を紹介 （页面存档备份，存于）